# Orchideen
Orchideen (Singular: Orchidee, [ˌɔʁçiˈdeːə] ) oder Orchideengewächse (Orchidaceae) sind eine weltweit verbreitete Pflanzenfamilie. Die zwei hodenförmigen Wurzelknollen der Knabenkräuter (von griechisch ὄρχις orchis ‚Hoden‘) haben der gesamten Pflanzenfamilie ihren Namen gegeben. Nach den Korbblütlern (Asteraceae) stellen die Orchideen die zweitgrößte Familie unter den bedecktsamigen Blütenpflanzen dar. Sie gehören innerhalb der Klasse der Bedecktsamer zu den Einkeimblättrigen Pflanzen (Monokotyledonen). Etwa 1000 Gattungen mit 15.000 bis 30.000 Arten werden von den Botanikern anerkannt.

## Merkmale

### Allgemeines

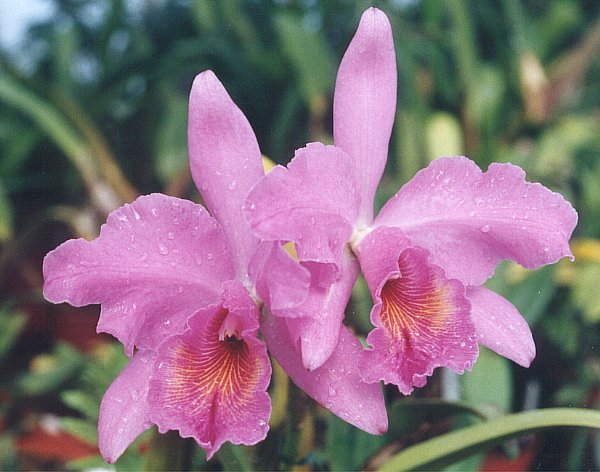
Cattleya warscewiczii

Die Pflanzentaxa der Familie Orchideen unterscheiden sich nur durch einige wenige eindeutige Merkmale von anderen verwandten Pflanzenfamilien der Einkeimblättrigen Pflanzen. Dabei gibt es trotz der vielfachen Merkmale, die bei den meisten Orchideenarten zu finden sind, nur sehr wenige, die bei allen vorkommen.
Orchideen weisen folgende spezifische Merkmale auf:
- Orchideenblüten besitzen in der Regel eine Säule (Gynostemium). Durch das teilweise oder vollständige Zusammenwachsen des einzigen fruchtbaren Staubblattes (Stamen) und des Stempels entsteht ein einziges Blütenorgan
(Pflanzen der Unterfamilie Cypripedioideae mit zwei Stamina und Apostasioideae mit zwei oder drei Stamina).
- Die Pollenkörner sind zu den sogenannten Pollinien zusammengeballt.
- Orchideen bilden zahlreiche sehr kleine Samen, die in der Regel nicht ohne Symbiosepilze keimfähig sind.
- Das in der Symmetrieachse gelegene Blütenhüllblatt des inneren Hüllblattkreises (drittes Kronblatt = Petalum) unterscheidet sich meist deutlich von den anderen und wird Lippe oder Labellum genannt. Es steht dem fruchtbaren Staubblatt (Teil der Säule) gegenüber.
- Die Blüten sind in der Regel zygomorph (monosymmetrisch, dorsiventral). Ausnahmen finden sich beispielsweise in den Gattungen Mormodes, Ludisia und Macodes. Die Blüten der meisten Orchideenarten zeichnen sich dadurch aus, dass sie sich von der Knospenbildung bis zur Blütenentfaltung um 180° drehen. Dies wird als Resupination bezeichnet. Es gibt auch Arten, bei denen sich der Blütenstiel um 360° dreht (hyper-resupiniert).

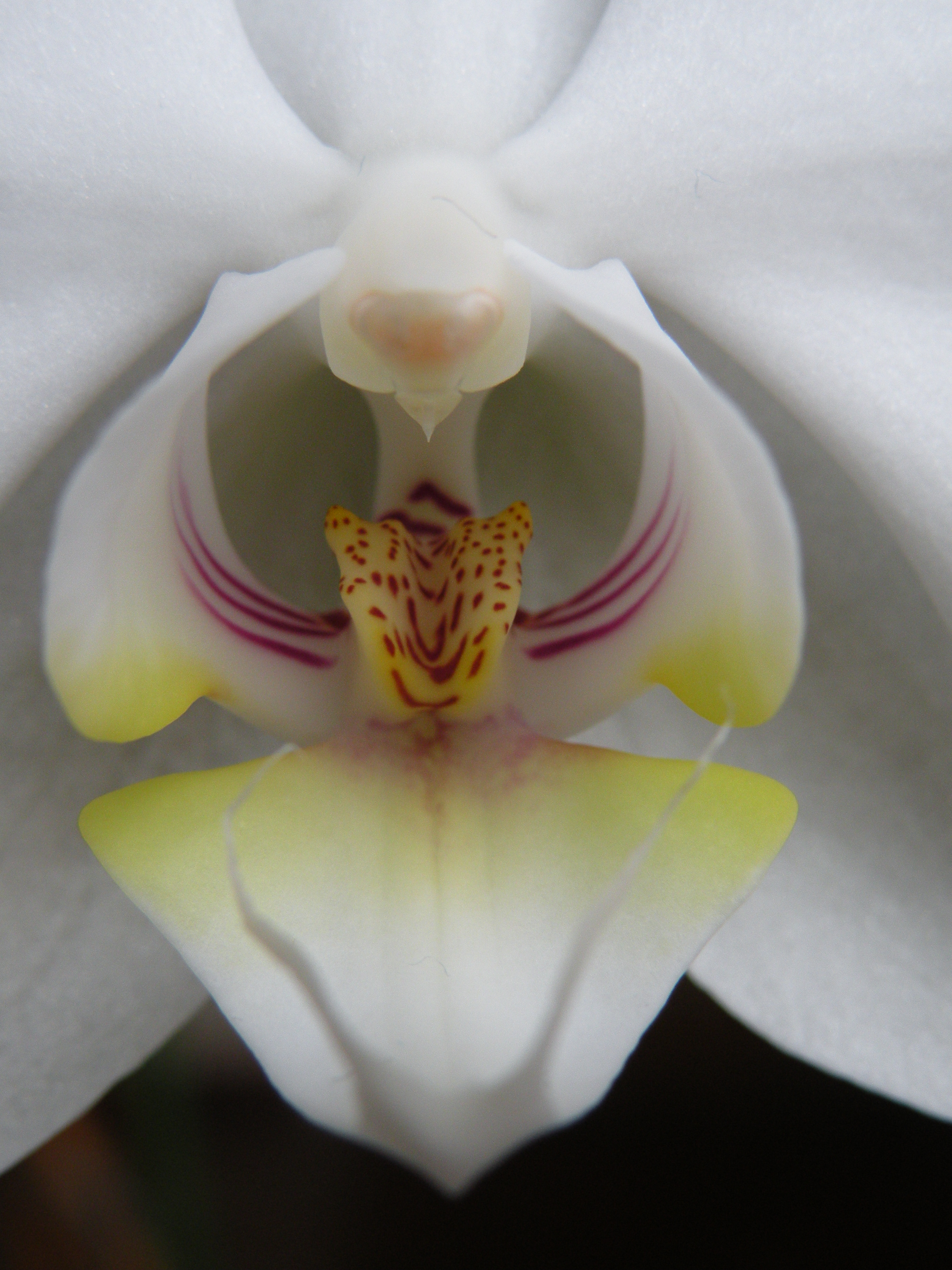
Nahaufnahme einer Phalaenopsis-Blüte

Orchideen sind in der Regel ausdauernde Pflanzen, könnten theoretisch je nach Wuchsform unbegrenzt lange weiterwachsen (jedes Jahr ein oder mehrere Neutriebe oder permanentes Weiterwachsen eines Sprosses). Tatsächlich ist aber nur sehr wenig darüber bekannt, welches Alter Orchideen erreichen können.

### Wuchsformen
Orchideen können auf verschiedene Art und Weise wachsen. Man unterscheidet dabei folgende Formen:
- epiphytisch, auf anderen Pflanzen wachsend (nicht als Schmarotzer)
- terrestrisch, auf dem Boden wachsend
- lithophytisch, auf Felsen oder Steinen wachsend

Mehr als die Hälfte aller tropischen Arten wachsen als Epiphyten auf Bäumen. Sie besitzen spezielle morphologische (Velamen radicum, Pseudobulben) und physiologische (CAM-Mechanismus) Besonderheiten, um mit den teilweise widrigen Bedingungen wie Trockenheit und Nährstoffmangel im Kronenraum zurechtzukommen.
Ihre Größe ist sehr unterschiedlich, sie kann nur wenige Millimeter (Platystele jungermannioides, Anathalis manausesis) bis zu einigen Metern (Tiger-Orchidee) betragen.

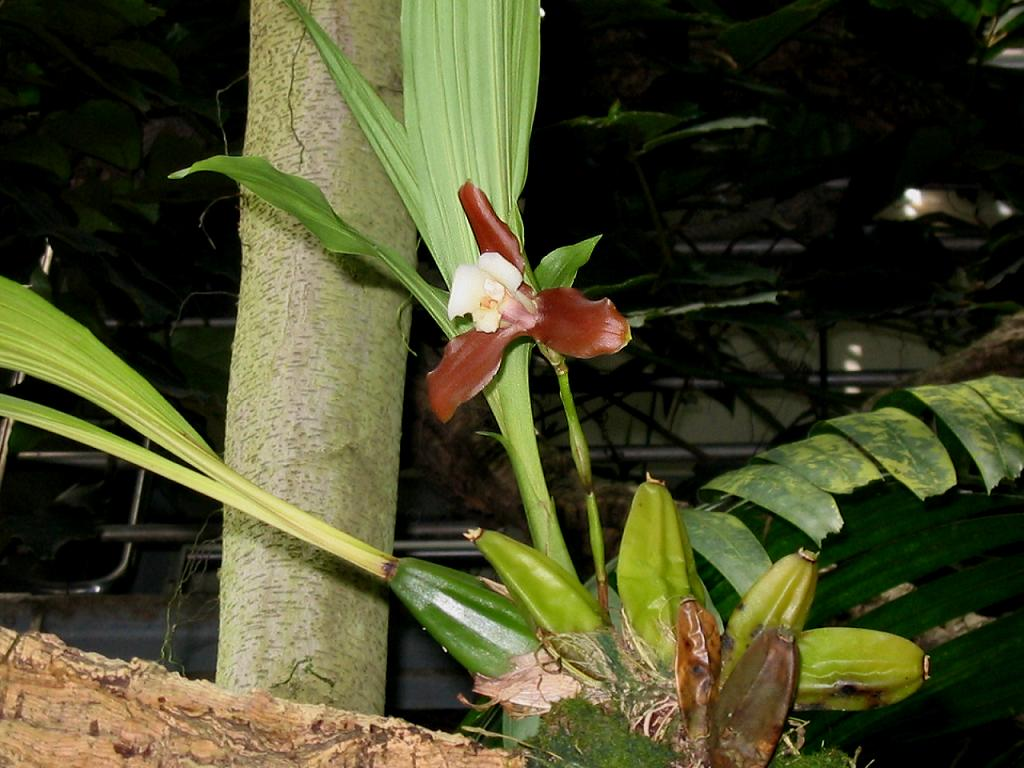
Sympodial:
Lycaste xytriophora mit Pseudobulben

### Habitus

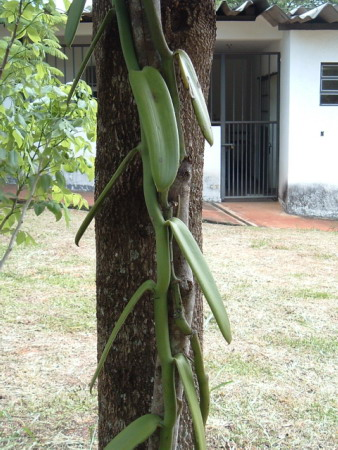
Monopodial:
Vanilla planifolia

Man unterscheidet monopodial wachsende Orchideen, die eine an der Spitze weiterwachsende einheitliche Sprossachse besitzen (teilweise auch mit Verzweigungen), und sympodial wachsende Orchideen, die durch Verzweigung nacheinanderfolgende Sprossglieder mit begrenztem Spitzenwachstum ausbilden. Bei den monopodial wachsenden Orchideen dienen Blätter und/oder Wurzeln als Speicherorgane, während die sympodial wachsenden Orchideen dazu mehr oder weniger dicke ein- oder mehrgliedrige Pseudobulben ausbilden. Einige Orchideengattungen bilden auch unterirdische Speicherorgane (Kormus). Neben den beiden angeführten Wachstumsformen gibt es aber auch seltene Abwandlungen, die nicht dem normalen Schema monopodialen vs. sympodialen Wachstums entsprechen. So bilden etwa viele Arten der Pleurothallidinae (z. B. Pleurothallis, Lepanthes) trotz sympodialen Wuchses keine Pseudobulben aus, sondern haben stattdessen fleischige Blätter.

### Wurzeln
Orchideen bilden keine Primärwurzel (Pfahlwurzel) aus, sondern nur sekundäre Wurzeln, die dem Spross entspringen. In ihrer Dicke unterscheiden sie sich teilweise ziemlich deutlich. Beim überwiegenden Teil der Orchideen weisen die Wurzeln ein Velamen auf. Neben ihrer Funktion als Aufnahmeorgan für Wasser und Nährstoffe dienen sie oft auch als Haft- und Halteorgan. Dies ist besonders bei epiphytisch wachsenden Arten von Bedeutung. Die Form der Wurzeln hängt im Wesentlichen davon ab, wo sie wachsen. Während die frei in der Luft hängenden Wurzeln der Epiphyten bzw. die Wurzeln, die völlig in den Boden wachsen, meist zylindrisch sind, weisen die Haft- und Haltewurzeln, die auf den Oberflächen wachsen, eine eher abgeflachte Form auf. Bei einigen Arten sind die Wurzeln chlorophylltragend, um auch während klimatisch bedingtem Blattabwurf weiterhin Nährstoffe verarbeiten zu können. Die Wurzeln der Orchideen verzweigen eher selten. Sie haben eine Lebensdauer, die von verschiedenen Umweltfaktoren abhängt und kürzer ist als die des Sprosses. Die Neubildung von Wurzeln erfolgt in der Regel mit dem Wachstum des neuen Sprosses zum Ende der Vegetationsperioden oder auch während der Wachstumsphase. Bei vielen terrestrischen Orchideenarten bilden sich an den Wurzeln Speicherorgane oder knollenähnliche Gebilde. Bei einigen Gattungen ist es möglich, dass sich an den Wurzeln Adventivknospen bilden, aus denen neue Sprosse entstehen.
Neben der Mykorrhiza, die für die embryonale Entwicklung aus einem Samen notwendig ist, gibt es auch in den Wurzeln Mykorrhiza. Dabei wachsen die Pilzfäden in die äußeren oder unteren Zellschichten der Wurzeln oder Rhizome. Die Orchideen nehmen auch in diesem Fall durch Verdauung von Pilzteilen oder -ausscheidungen Nährstoffe auf. Da der Pilz, der das Protokorm (Keimknöllchen) befällt, in der Regel nicht mit den neuen Wurzeln nach außen wächst, muss die Mykorrhiza jedes Jahr von neuem (mit der Bildung neuer Wurzeln) ausgebildet werden. Bei ausreichendem Angebot von Licht und Nährstoffen sind Orchideen in der Regel nicht auf diese Mykorrhiza angewiesen. Ausnahmen sind die myko-heterotroph lebenden Orchideen.

### Blätter
Der überwiegende Teil der Orchideen besitzt parallelnervige Blätter mit kaum sichtbaren Querverbindungen. Sie sitzen in der Regel zweireihig, abwechselnd an den entgegengesetzten Seiten des Sprosses. Viele Orchideen bilden nur ein einziges richtiges Blatt aus, die Anlagen der Blätter sind jedoch ebenfalls zweireihig. Die Form der Blätter und Blattspitzen, die Festigkeit, die Färbung und der Blattaufbau variieren sehr stark.

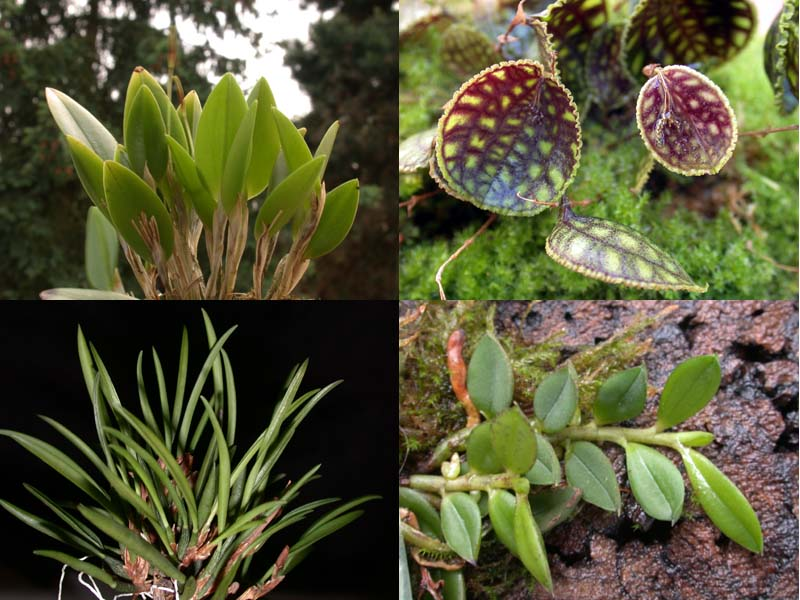
Blattformen verschiedener Orchideen

- Blattformen (Auswahl): kreisrund, elliptisch, eiförmig, verkehrt-eiförmig, nierenförmig, spatelig, spießförmig, länglich, borstenförmig
- Form der Blattspitzen (Auswahl): abgerundet, stumpf, spitz, dreispitzig, eingekerbt, eingeschnitten, ungleich scharf gezähnt
- Blattränder: in der Regel glatt, teilweise leicht gewellt, nur selten deutlich gekräuselt (Lepanthes calidictyon)
- Blattaufbau: mit und ohne Blattstiel
- Festigkeit der Blätter: variiert von dünn und weich über fleischig fest bis hin zu sukkulenten Blättern
- Blattfarbe: in der Regel Grün in den unterschiedlichsten Abstufungen (von Hell- bis tiefem Dunkelgrün), aber auch vollständig bzw. zum Teil (Unterseiten) rötlich bis rotbraun, oder chlorophyllarm oder -frei vollständig oder zum Teil hell bis weiß

Viele Arten verlieren klimatisch bedingt ihre Blätter, um sie zu Beginn des nächsten Vegetationszyklus neu auszubilden. Während bei dem überwiegenden Teil dieser Arten die Blätter tatsächlich nur einjährig sind, gibt es ebenso Arten, die ihre Blätter nur unter widrigen Standortbedingungen abwerfen bzw. unter günstigen Bedingungen behalten. Es gibt aber auch Arten, die völlig blattlos wachsen (Dendrophylax lindenii). Dafür besitzen sie chlorophylltragende Wurzeln.

### Blütenstand

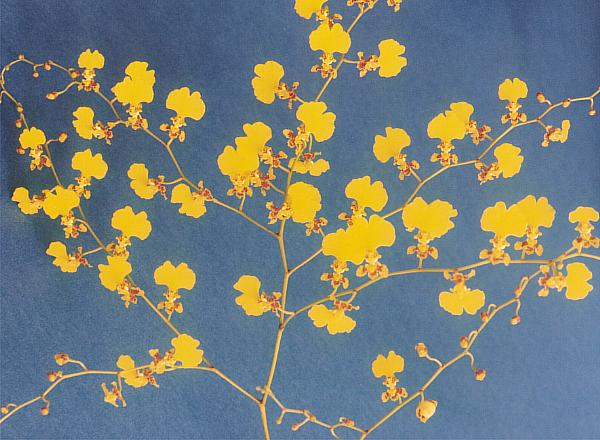
Ausschnitt aus einem verzweigten Blütenstand von Oncidium flexuosum

Die Blütenstände der Orchideen sind in der Regel traubenförmig, an denen sich je nach Art bis zu hundert und mehr Blüten ausbilden können. Wachsen verzweigte Blütenstände (rispenförmig), so ist die Traubenform jeweils an den äußersten Zweigen zu finden. Neben den trauben- oder rispenförmigen Blütentrieben gibt es aber auch eine Vielzahl von Orchideen, die nur einblütig sind. Bei einigen Arten bilden sich nacheinander mehrere Blüten an demselben Blütentrieb, wobei jedoch nie mehr als eine Blüte geöffnet ist (z. B. Psychopsis papilio). Die Blütenstände können an jeder Stelle des Sprosses der Orchidee entspringen. Dabei wird zwischen endständigen (terminal (an der Triebspitze), apikal (zentral am Triebansatz)) und seitenständigen (lateral) Blütenständen unterschieden. Meist entspringen die Blütentriebe einer Blattachsel. Aufgrund der Wuchsrichtung sind die Blütenstände der monopodialen Orchideen immer seitenständig. Die einzelnen Blüten werden stets von einer Braktee (Tragblatt) gestützt, die meist unauffällig ist.

### Blüte

1: Labellum, 2. Petalen, 3: Sepalen

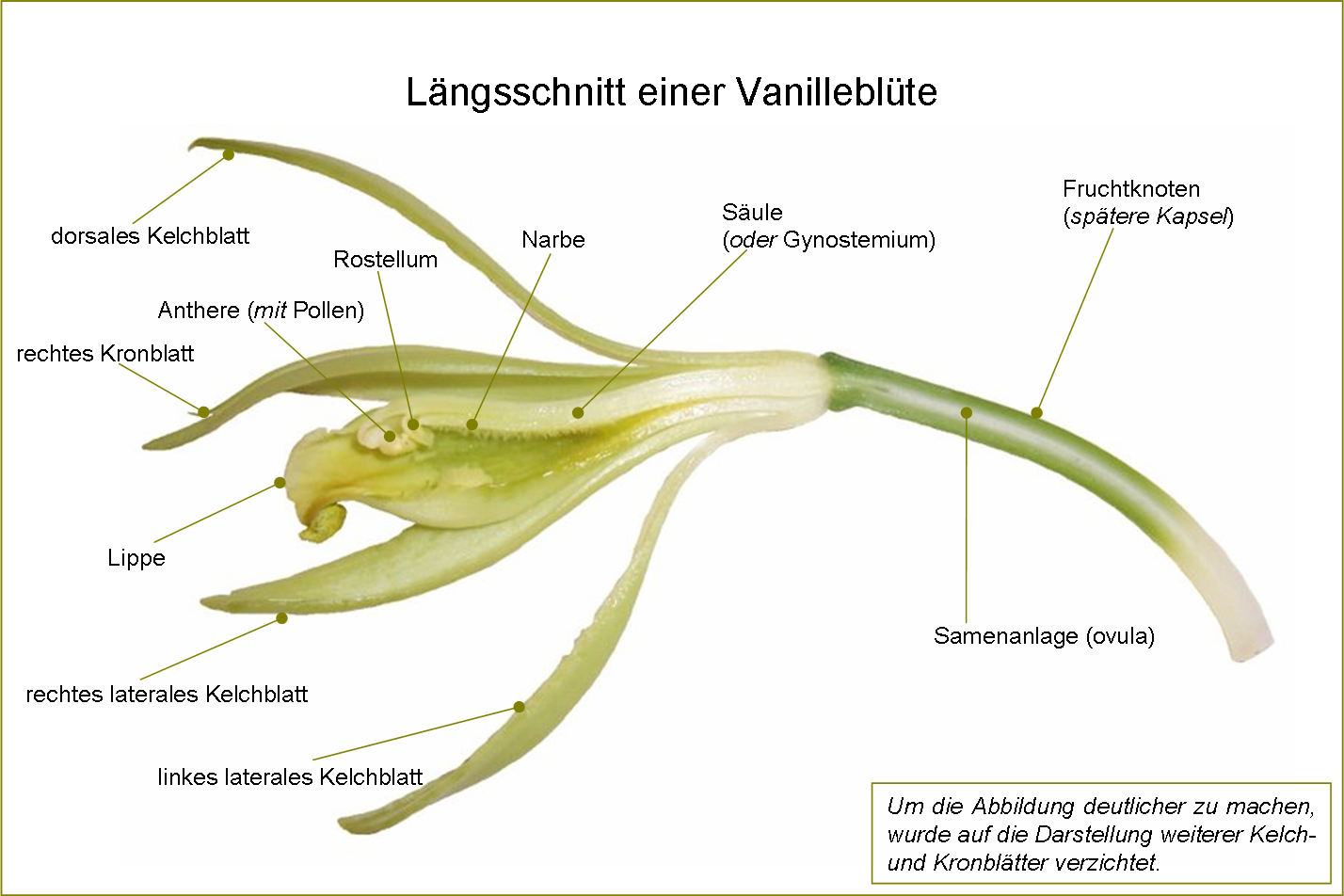
Vanilla planifolia Blütenanalyse

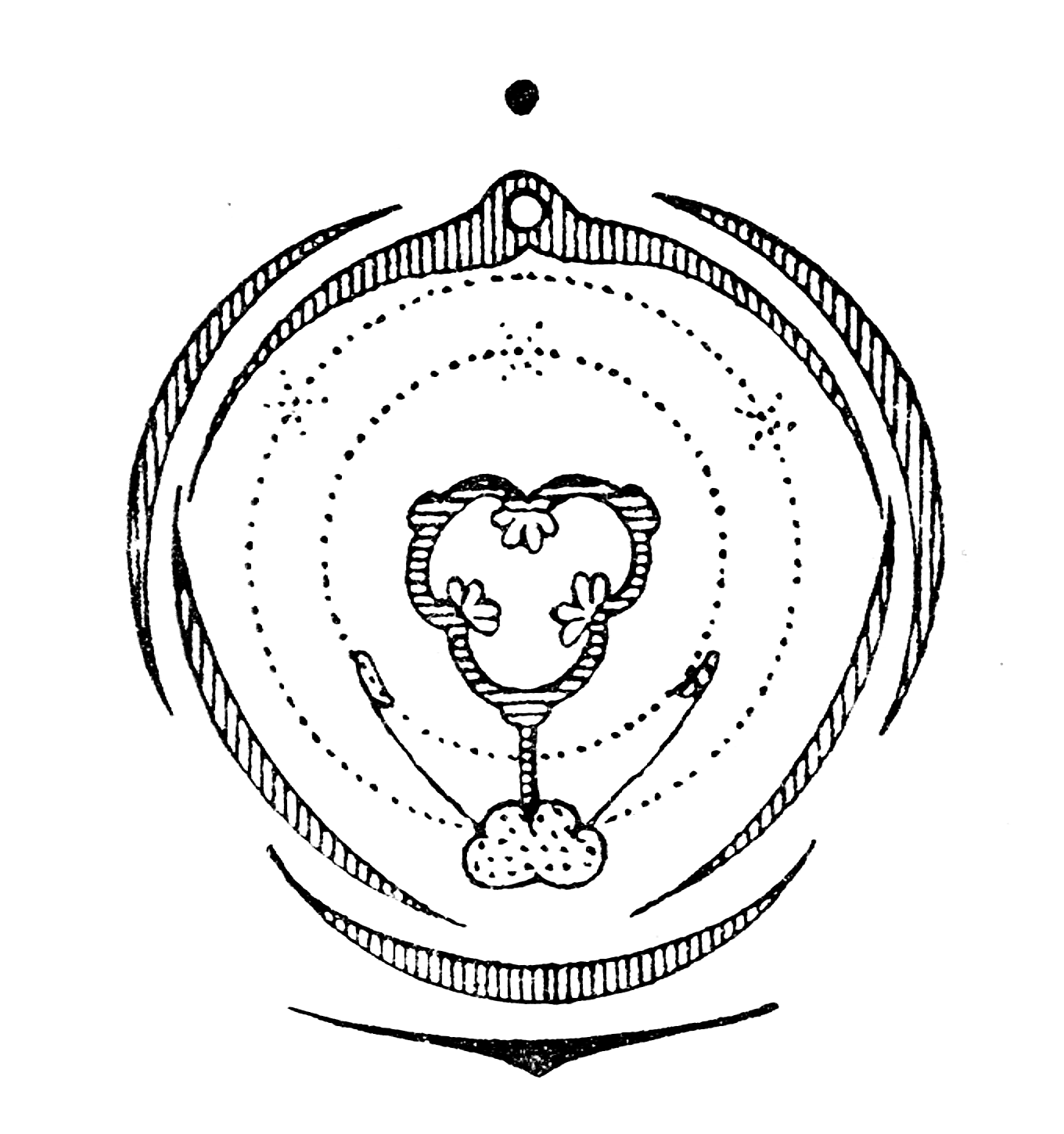
Blütendiagramm von Orchis

Keine andere Pflanzenfamilie hat ein solches Spektrum an Formen und Farben der Blüten wie die Familie der Orchideen. Die Größe der Blüten variiert von einigen Millimetern (Beispiel Lepanthes calodictyon) bis zu 20 Zentimetern und mehr pro Blüte (Beispiel Paphiopedilum hangianum). Das Farbspektrum reicht dabei von zartem Weiß über Grün- und Blautöne bis zu kräftigen Rot- und Gelbtönen. Viele der Orchideenblüten sind mehrfarbig.
Außer bei einigen Gattungen (zum Beispiel Catasetum) sind die dreizähligen Blüten der Orchideen zwittrig. Die Blütenhülle (Perianth) besteht aus zwei Kreisen. Es gibt einen äußeren Hüllblattkreis, der aus drei Kelchblättern (Sepalen) besteht, und einen inneren Hüllblattkreis, der aus drei Kronblättern (Petalen) besteht. Die Blütenblätter können frei oder zu einem gewissen Grad miteinander verwachsen sein. Bei einigen Orchideengattungen, so etwa in der Unterfamilie Cypripedioideae oder bei Acriopsis, sind die unteren beiden Sepalen komplett verwachsen. Das in der Symmetrieachse gelegene Blütenhüllblatt des inneren Hüllkreises ist in der Regel deutlich abweichend, was Größe, Farbe und Form betrifft. Es bildet die Lippe (Labellum) der Orchideenblüte. Bei vielen Orchideen ist die Lippe auf der Rückseite zu einem schlauchigen bis sackigen Gebilde verlängert, dem so genannten Sporn (Beispiele Aeranthes, Aerangis). In ihm befindet sich entweder Nektar oder er ist leer. Andere Arten bilden aus der Lippe einen „Schuh“ (zum Beispiel die Gattungen der Unterfamilien Cypripedioideae). Außerdem sind Säule (Gynostemium) und der Fruchtknoten wesentliche Bestandteile der Blüten. Im Grundaufbau unterscheidet man monandrische (ein fertiles Staubblatt, Beispiele Cattleya, Phalaenopsis) und diandrische (zwei fertile Staubblätter, Beispiel Paphiopedilum, Cypripedium) Orchideen. Der Fruchtknoten ist bei Orchideen unterständig. Die anderen Blütenteile (Sepalen und Petalen, Säule, Lippe) sind mit diesem vollständig verwachsen und stehen über ihm. In der Regel ist der Fruchtknoten nur sehr schmal und schwillt erst nach der Bestäubung an (Ausbildung der Samenkapsel).
Die Blüten der Orchideen sind mit Ausnahme einiger Gattungen (Beispiel Ludisia und Mormodes mit asymmetrischen Blüten) bilateral-symmetrisch (zygomorph). Das heißt, dass man durch die Mitte der Blüte eine Spiegelachse legen kann, und zwar nur eine einzige (monosymmetrisch).
Eine zentrale Rolle in der Fortpflanzung von Orchideen spielen die besonderen Pollenanhäufungen. Die von den Staubblättern gebildeten Pollen sind zu zwei lockeren oder festen Bündeln verklebt (Pollinien). Diese beiden Klumpen hängen auf einem mehr oder weniger langen Schaft mit einer Klebscheibe (Viscidium), sie haftet an dem Bestäuber durch eine Flüssigkeit aus der Klebdrüse (Rostellum).

### Früchte

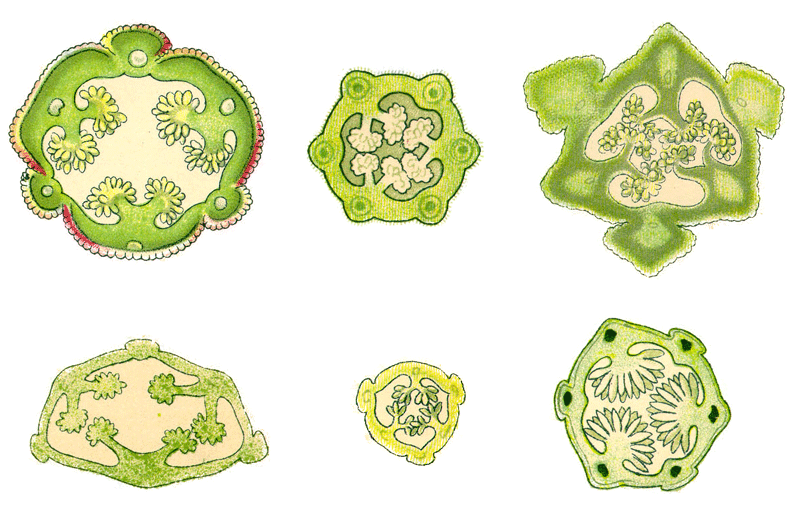
Kapselquerschnitte

Fast alle Orchideenfrüchte sind Kapseln. Sie unterscheiden sich in Größe, Form und Farbe deutlich. Epiphyten besitzen eher dickere Früchte mit fleischigen Wänden, terrestrische Arten oft dünnwandige trockene Früchte. Es gibt dreieckige, rundliche mit einer mehr (bis 9) oder weniger (bis 3) großen Anzahl von Rippen oder auch geschnäbelte Früchte. Manche sind behaart oder stachelig oder besitzen eine warzige Oberfläche. Die Früchte entwickeln sich aus dem bereits im Knospenstadium am Boden der Blüte vorgebildeten Fruchtknoten, welcher aus drei Fruchtblättern besteht. Bei eintretender Reife platzen die meisten Orchideenfrüchte der Länge nach auf, ohne sich an der Spitze vollständig zu trennen. Dabei bilden sich in der Regel drei oder sechs Längsspalten, bei manchen auch nur eine oder zwei. Fast immer werden die Samen dabei trocken verstreut.

## Vermehrung

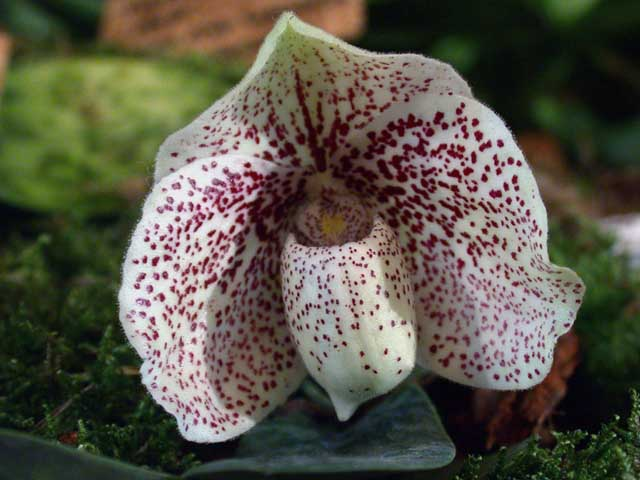
Paphiopedilum godefroyae

Orchideen können auf unterschiedliche Weise vermehrt werden. Es gibt die Vermehrung durch Samen als auch die vegetative Vermehrung. Unter künstlichen Bedingungen ist auch die Vermehrung durch Meristeme möglich.

### Samen
Fast alle Orchideen haben winzige Samen. Jede Pflanze produziert Hunderttausende bis Millionen von Samen in einer Samenkapsel. Durch ihre geringe Größe sind die Samen von Orchideen nur noch auf eine Hülle und den in ihr liegenden Embryo reduziert. Im Gegensatz zu anderen Samen fehlt ihnen das Nährgewebe oder Endosperm, das für eine erfolgreiche Keimung nötig ist. Nur bei wenigen Gattungen ist dieses noch vorhanden (z. B. Bletilla). Orchideen sind deshalb auf eine Symbiose mit Pilzen angewiesen. Bei diesem als Mykorrhiza bezeichneten Vorgang wird der mit der Keimung beginnende Embryo durch das Eindringen von Pilzfäden in den Samen infiziert. Der Embryo bezieht über diese Verbindung Nährstoffe (Mykotrophie), indem er Teile des Pilzkörpers oder Ausscheidungen des Pilzes verdaut. Sobald der Sämling zur Photosynthese fähig ist, übernimmt diese die Versorgung der Pflanze mit Nährstoffen und die Mykotrophie ist zur weiteren Entwicklung nicht mehr notwendig. Es gibt aber einige Orchideenarten, die aufgrund des fehlenden oder nur in unzureichenden Mengen vorhandenen Chlorophylls zeitlebens auf die Mykotrophie angewiesen sind (Bsp. Korallenwurz). Dies betrifft alle vollkommen myko-heterotroph lebenden Arten.
Während der überwiegende Teil der Orchideen trockene Samen verstreut, gibt es einige Gattungen (Bsp. Vanilla), bei denen die Samen von einer feuchten Masse umgeben sind.

#### Bestäubung

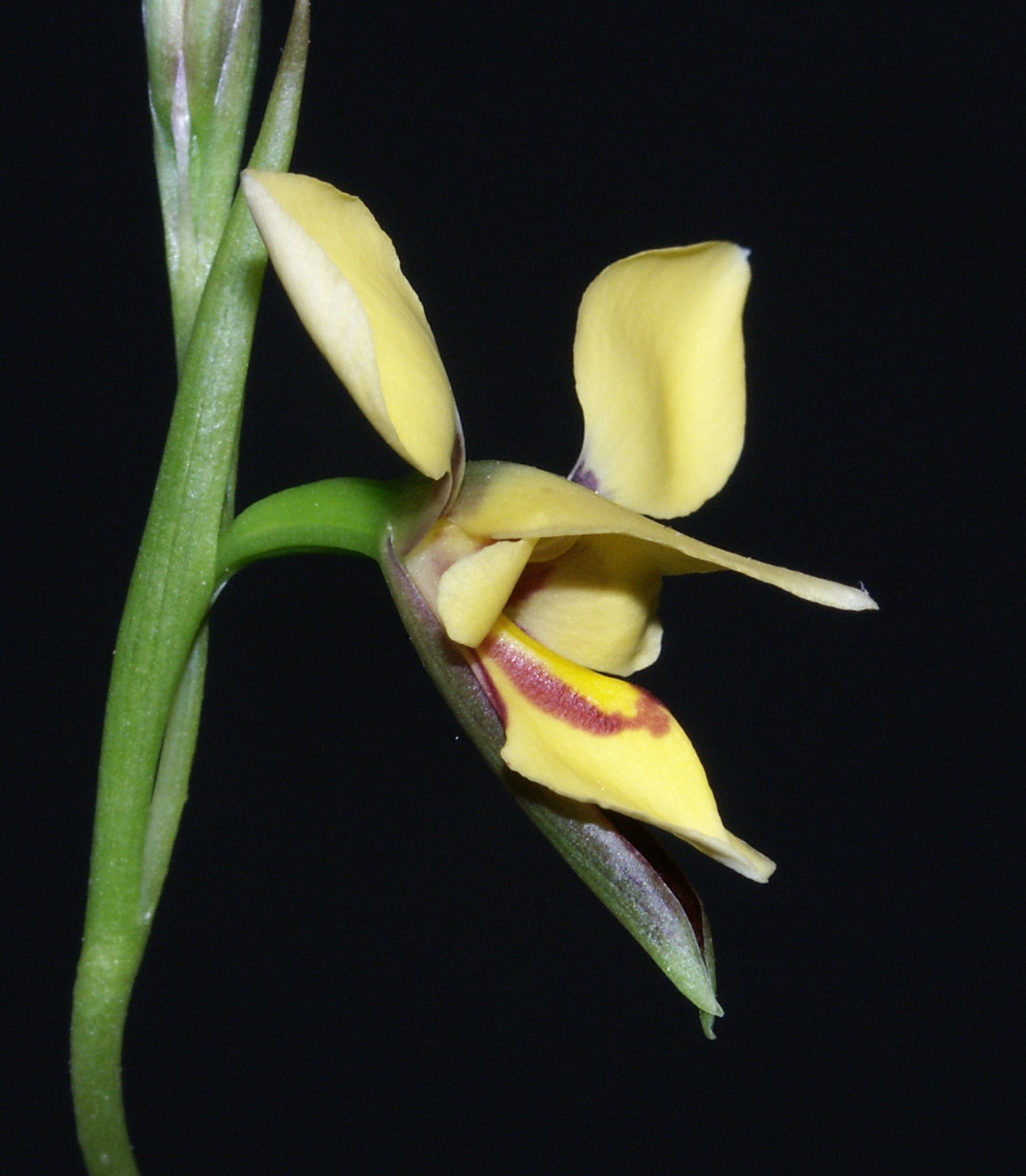
Diuris drummondii

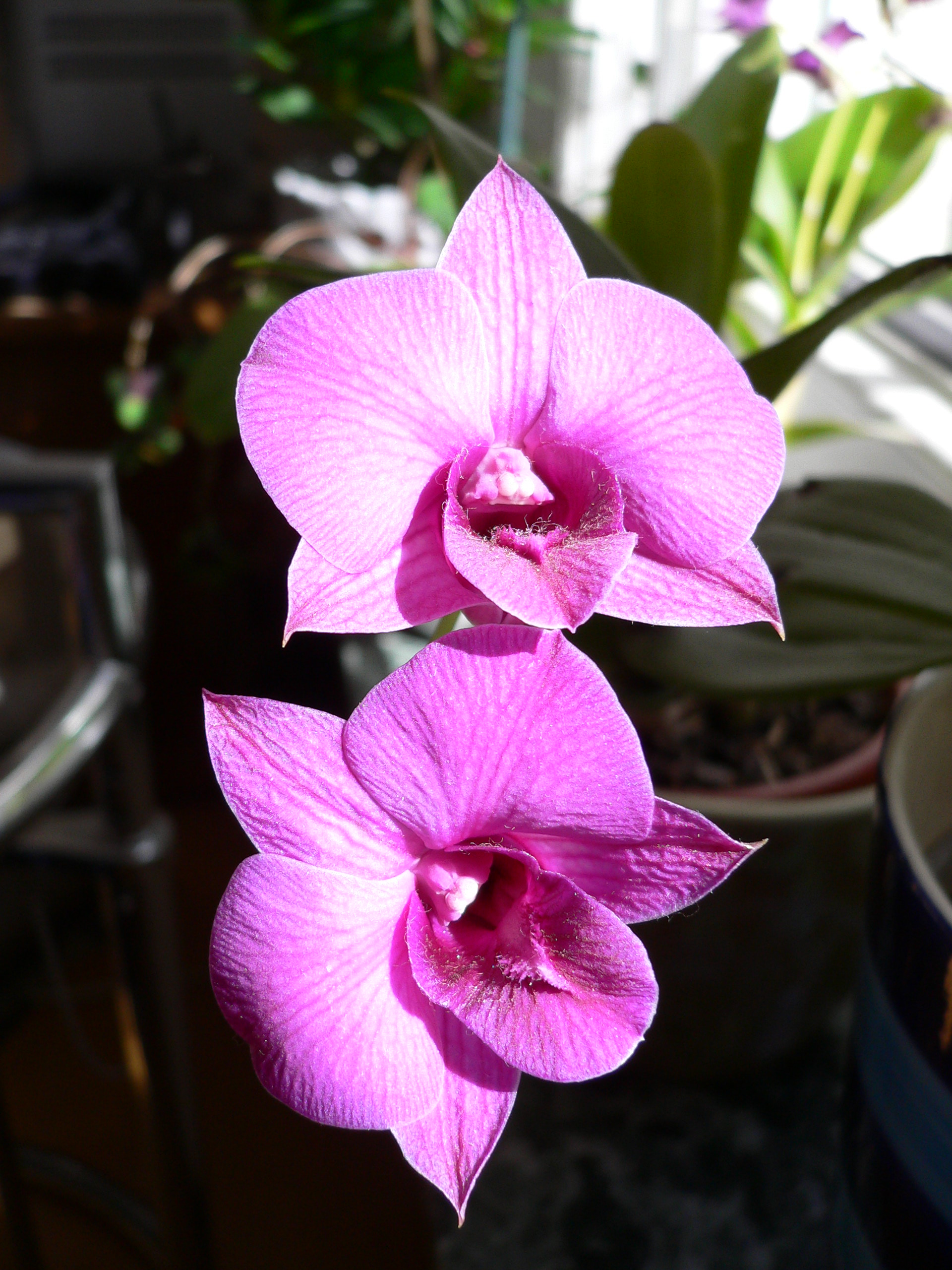
Dendrobium bigibbum

Die Bestäubung der Orchideen erfolgt in der Natur hauptsächlich durch Insekten (z. B. Ameisen, Käfer, Fliegen, Bienen, Schmetterlinge), aber auch durch Vögel (z. B. Kolibris), Fledermäuse oder Frösche. Dabei haben sich teilweise Art-Art-Bindungen (z. B. Drakea glyptodon und Zapilothynus trilobatus oder die einheimische Orchis papilionacea und Eucera tuberculata) oder Gattungs-Gattungs-Bindungen (z. B. wird die Orchideengattung Chloraea von Bienen der Gattung Colletes bestäubt) herausgebildet. Diese Spezialisierung ist in der Regel nur einseitig, da keine Insektenart auf die Bestäubung einer einzigen Orchideenart beschränkt ist. Innerhalb der Familie gibt es aber auch einige Gattungen, bei denen sich einige oder alle Arten auf asexuellem Weg durch Selbstbestäubung fortpflanzen. Dazu zählen unter anderem die Gattungen Apostasia, Wullschlaegelia, Epipogium und Aphyllorchis. Von der Art Microtis parviflora ist bekannt, dass sie sich ebenfalls selbstbestäuben kann, wenn die Bestäubung durch Ameisen ausbleibt. Die Bestäuber sind bei einer Vielzahl von Orchideengattungen jedoch unbekannt oder nur wenig erforscht.
Orchideen sind in der Regel nicht selbststeril.
In der Natur entstehen teilweise durch die Bestäuber Hybriden zwischen zwei verwandten Arten (seltener über Gattungsgrenzen hinweg), diese werden Naturhybriden genannt.

#### Bestäubungsmechanismen

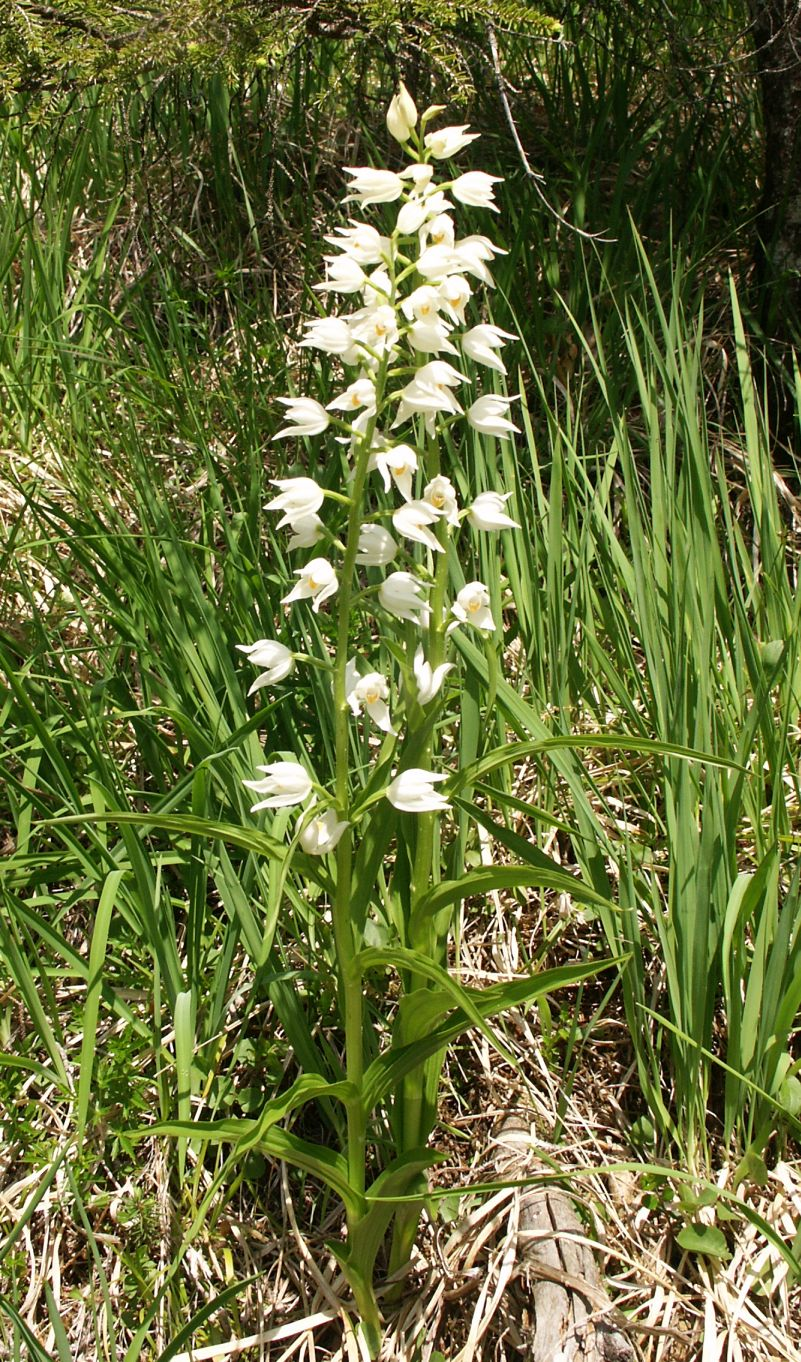
Schwertblättriges Waldvöglein (Cephalanthera longifolia)

Im Vergleich zu anderen Blütenpflanzen fällt auf, dass beispielsweise nicht-tropische Orchideen häufig keine Belohnung in Form von Nahrung anbieten, sondern ihr Ziel durch Mimikry oder Täuschung erreichen. Werden Belohnungen angeboten, bestehen diese oft nicht aus Nahrung, sondern aus Duftstoffen (zum Beispiel Sexuallockstoffe für Insekten wie es bei manchen Wespenarten der Fall ist) oder Wachs.
Durch die evolutionäre Entwicklung verschiedener Blütenformen ergab sich eine zunehmende Spezialisierung auf bestimmte Bestäubergruppen und somit auch auf die Art und Weise, wie die Blüten bestäubt werden. Im Folgenden werden einige Bestäubungssysteme und -mechanismen erläutert.
- „Röhrenblüten“: Der Aufbau der Blüte ist so gestaltet, dass der Bestäuber eine „Röhre“ unterhalb der Säule betreten muss und so der Pollen meist auf den Rücken der Insekten geheftet wird. Manchmal auch an den Kopf oder an die Unterseite. (Bsp. Cattleya)
- „Schlüssellochblüten“: Die Blüte ist so gebaut, dass der Bestäuber in oder auf der Blüte eine ganz bestimmte Stellung einnehmen muss, bei der der Pollen meist am Kopf oder manchmal sogar direkt am Schnabel oder Rüssel des Bestäubers angeheftet wird. (Bsp. Epidendrum)
- „Fallenblüten“: In dieser Kategorie unterscheidet man in Klapp- oder Kippfallen (Bsp. Porroglossum, Bulbophyllum) und Kesselfallen (Gattungen der Unterfamilie Cypripedioideae). Allen diesen Fallen ist gemein, dass sie die Bestäuber zwingen, durch einen bestimmten Ausgang zu kriechen, bei dem sie meist zuerst die Narbe streifen und danach die Pollinien, die ihnen angeheftet werden. Somit wird eine Selbstbestäubung beim ersten Durchgang verhindert.
- „Pheromonblüten“: Die Form der Blüte ähnelt einem weiblichen Insekt und strömt ggf. auch Pheromone aus. Dadurch werden paarungswillige männliche Insekten angelockt und eine Bestäubung findet während des vermeintlichen Versuchs der Kopulation statt. Pseudokopulation ist eine Variante der Mimese und bekannt bei der heimischen Gattung Ophrys.

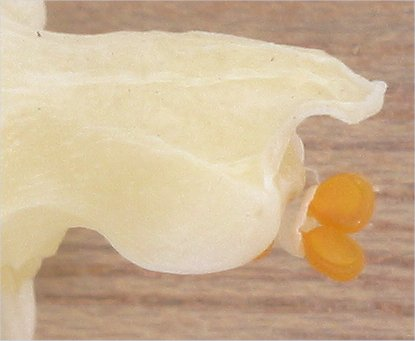
Pollinien einer Phalaenopsis

- „Alarmstoffblüten“: Die Blüten senden Alarmstoffe entweder einer vermeintlichen Beute (z. B. der Honigbiene) aus oder produzieren pflanzeneigene Signalstoffe, die normalerweise anzeigen, dass ein Pflanzenfresser die Pflanze bedroht (z. B. eine Schmetterlingsraupe). Vor allem Wespen- und Hornissenweibchen lassen sich davon täuschen und reagieren darauf, indem sie sich auf die Orchideenblüte in Erwartung einer leichten Beute stürzen.

Die Pollen sind bei Orchideen zu Pollinien mit angehefteten Viscidien (Viscidium = Klebscheibe, Klebkörper) zusammengeballt (eine Ausnahme bilden dabei beispielsweise die Cypripedioideae). Dies ermöglicht es, die Pollenpakete exakt zu positionieren, so dass es möglich ist, dass an einem Bestäuber die Pollinien verschiedener Arten befestigt werden können, ohne dass es zu falschen Bestäubungen kommt. An verschiedenen Bienenarten (Euglossinae) konnten bis zu 13 Anheftungsstellen festgestellt werden. Im Gegensatz zu anderen Blütenpflanzen dient der Orchideenpollen nicht als Nahrung.
Eine ungewöhnliche Bestäubungstechnik wendet die epiphytisch lebende chinesische Orchideenart Holcoglossum amesianum an: die Antherenkappe öffnet sich und die männlichen Staubfaden drehen sich aktiv und ohne jedes Hilfsmittel um fast 360 Grad in Richtung der weiblichen Narbe. Die an dem biegsamen Staubfaden befestigten Pollenkörner werden anschließend bei Berührung der Narbe freigegeben, so dass eine Selbstbefruchtung erfolgen kann. Es wird vermutet, dass es sich bei dieser Technik um eine Anpassung der Orchidee an ihren trockenen und insektenarmen Lebensraum handelt, die womöglich bei Pflanzen vergleichbarer Biotope gar nicht so selten ist. Die bereits bekannte Selbstbestäubung der Bienen-Ragwurz (Ophrys apifera) folgt einem ähnlichen Schema.
Orchideen und Prachtbienen: Die bestuntersuchten Blumendüfte sind die von Stanhopea und Catasetum, die durchdringend nach Ananas, Vanille, Zimt, Kümmel oder Menthol riechen und Prachtbienenmännchen anziehen, wobei diese die Blüten beim Einsammeln der von der Pflanze produzierten Öle bestäuben. Die gesammelten Duftstoffe dienen den männlichen Bienen bei der Balz. Es gibt sowohl unzählige Prachtbienen- als auch jeweils dazugehörige Orchideen-Arten.

### Vegetative Vermehrung

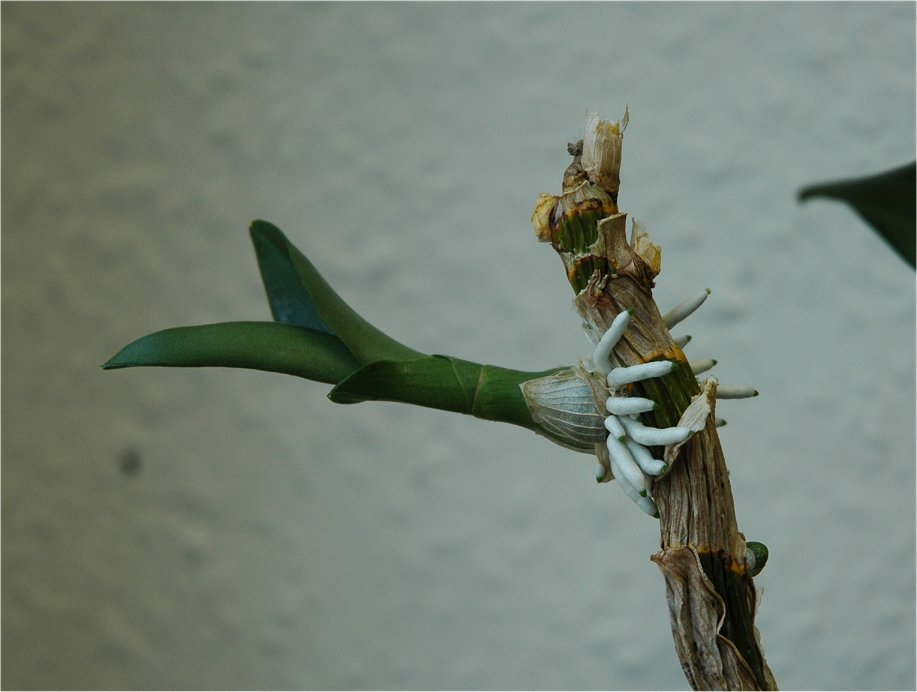
Kindelbildung bei Dendrobium spec.

Verschiedene Arten haben die Möglichkeit, sich durch die Bildung von Stolonen (Bsp. Mexipedium xerophyticum), Knollen (Bsp. Pleionen) oder Kindeln (Adventiv-Pflanzen; Bsp. Phalaenopsis lueddemanniana) auf vegetativem Weg fortzupflanzen. Die entstehenden Pflanzen sind genetisch identisch.

### Meristeme
Die Vermehrung über Meristeme erfolgt vor allem im Erwerbsgartenbau zur Erzeugung großer Mengen von Orchideen für den Schnitt wie auch zum Verkauf als Topfpflanze, die man häufig in Gartencentern oder Baumärkten erwerben kann. Große Produzenten findet man vor allem in den Niederlanden oder in Thailand. Außerdem ist es die einzige Möglichkeit, von bestimmten Klonen, beispielsweise prämierten Pflanzen, identische Nachkommen in großen Mengen zu erzeugen, die auch den gleichen Kultivarnamen tragen dürfen. Im Erwerbsgartenbau geht man bei der Massenvermehrung aber immer mehr dazu über, mittels In-vitro-Aussaat von Orchideensamen und Clusterbildung durch Hormongaben den Bedarf zu decken.

## Verbreitung

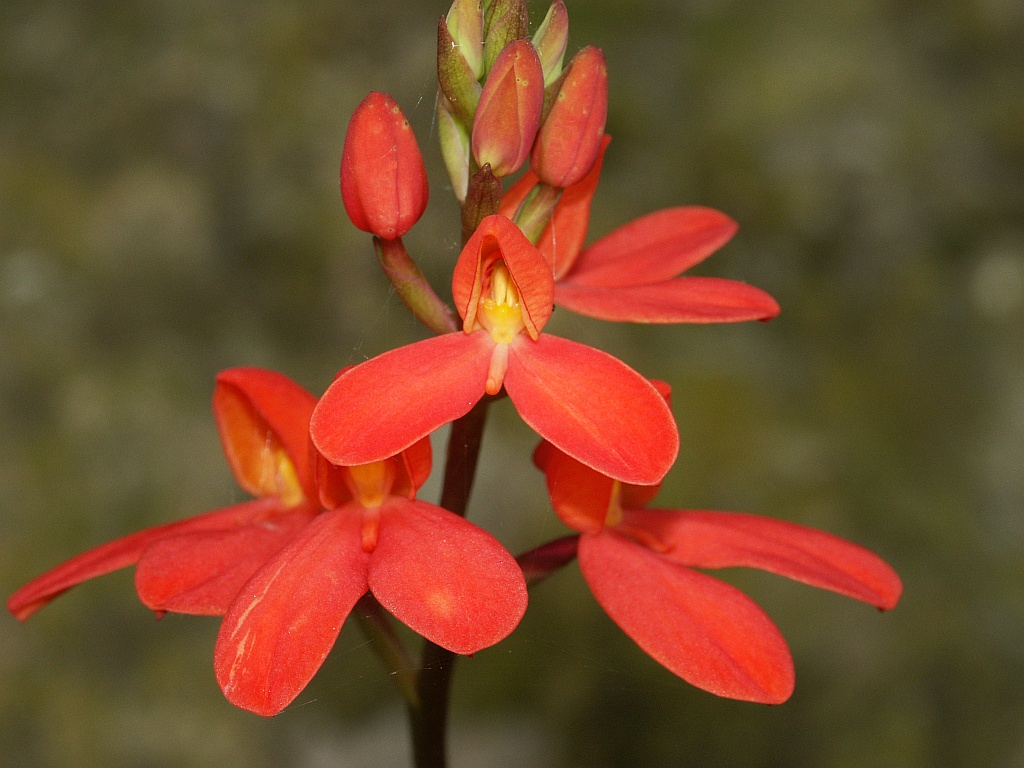
Disa cardinalis

Orchideen wachsen mit Ausnahme der Antarktis auf jedem Kontinent.
Aufgrund ihrer enormen Vielfalt gibt es Orchideen fast in jeder Ökozone (nicht in Wüsten). Selbst oberhalb des nördlichen Polarkreises oder in Patagonien und den dem ewigen Eis des Südpols vorgelagerten Inseln, z. B. Macquarie Island gibt es Orchideen. Der Großteil der Arten wächst allerdings in den Tropen und Subtropen, hauptsächlich in Südamerika und Asien. In Europa gibt es etwa 250 Arten.
Einen groben Überblick über die Häufigkeit auf den einzelnen Kontinenten bietet die folgende Auflistung:
- Eurasien – etwa 40 bis 60 Gattungen
- Nordamerika – etwa 20 bis 30 Gattungen
- Neotropis (Mittel- und Südamerika und Karibische Inseln) – etwa 300 bis 350 Gattungen
- tropisches Afrika – etwa 125 bis 150 Gattungen
- tropisches Asien – etwa 250 bis 300 Gattungen
- Ozeanien – etwa 50 bis 70 Gattungen

## Systematik
In den Anfängen der botanischen Systematik finden sich bei Linné 1753 acht Gattungen, die zu den Orchideen gehören. Jussieu fasste sie 1789 erstmals als Familie Orchidaceae zusammen. In der Folge wurden rasch sehr viele tropische Arten bekannt; so unterschied Swartz im Jahr 1800 schon 25 Gattungen, von denen er selbst zehn neu aufstellte. Swartz publizierte im selben Jahr eine Monographie der Familie und gilt als einer der ersten Spezialisten für die Systematik der Orchideen.

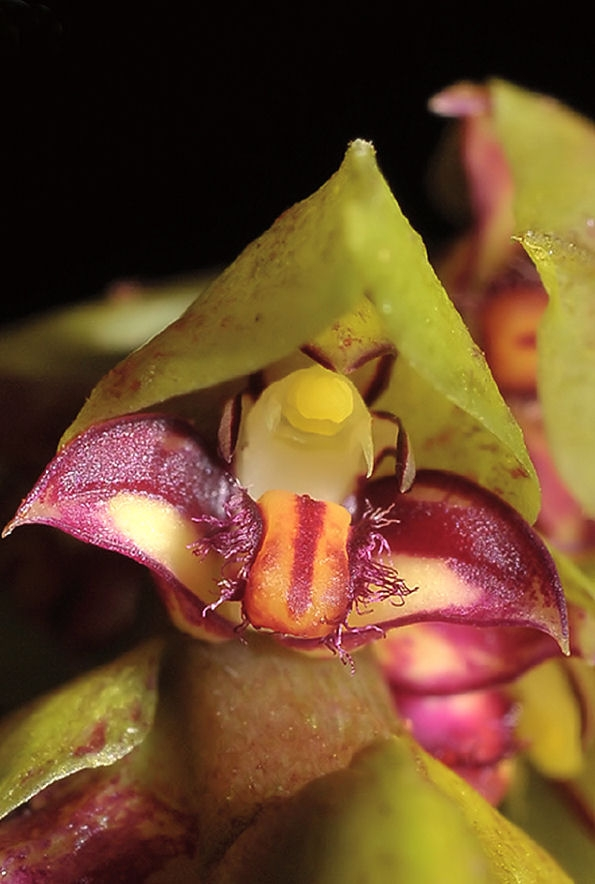
Bulbophyllum bicoloratum

Im 19. Jahrhundert erschienen, bedingt durch die Kenntnis immer neuer tropischer Orchideen, weitere wichtige Arbeiten. Lindley veröffentlichte von 1830 bis 1840 The Genera and Species of Orchidaceaous Plants mit fast 2000 Arten und einer wegweisenden Einteilung in Unterfamilien und Triben. In England erschien 1881 Benthams Systematik, die auch in seinem zusammen mit Hooker herausgegebenen Werk Genera Plantarum verwendet wurde. Am Heidelberger botanischen Garten entstand 1887 Pfitzers Entwurf einer natürlichen Anordnung der Orchideen. 1926 erschien posthum Schlechters Arbeit Das System der Orchidaceen mit 610 Gattungen; es wurde für die nächsten Jahrzehnte das Standardwerk.
Im 20. Jahrhundert waren die Publikationen Dresslers einflussreich, vor allem The Orchids. Natural History and Classification von 1981. Die weitere Entwicklung verläuft über die kladistische Analyse äußerer Merkmale zur Auswertung genetischer Untersuchungen, die zahlreich etwa von Mark W. Chase publiziert wurden.
Aus phylogenetischer Sicht existieren die fünf primären monophyletischen Linien Apostasioideae, Cypripedioideae, Vanilloideae, Orchidoideae und Epidendroideae, deren Verwandtschaftsverhältnisse in einem Kladogramm wie folgt dargestellt werden können:

Danach gibt es keine genetischen Anhaltspunkte für die Existenz der Unterfamilien Vandoideae oder Spiranthoideae. Die Unterfamilie Vandoideae ist nach diesen Untersuchungen ein Bestandteil innerhalb der Epidendroideae, die Spiranthoideae ein Bestandteil der Orchidoideae. Die separate Unterfamilie Vanilloideae war „klassisch“ Bestandteil der Epidendroideae.
Innerhalb der einkeimblättrigen Pflanzen werden die Orchideen in die Ordnung der Spargelartigen (Asparagales) gestellt. Auf Basis äußerer Merkmale ließ sich die Frage nach den nächsten Verwandten der Orchideen nur unsicher beantworten, Alstroemeriaceae, Philesiaceae oder Convallariaceae wurden vermutet, auch eine Einordnung in die Ordnung der Lilienartigen (Liliales) schien möglich. Genetische Untersuchungen bestätigten die Zuordnung zu den Spargelartigen und sehen die Orchideen als Schwestergruppe zu allen anderen Spargelartigen, das heißt, sie haben sich schon früh von den anderen Pflanzen dieser Ordnung entfernt.

## Evolution

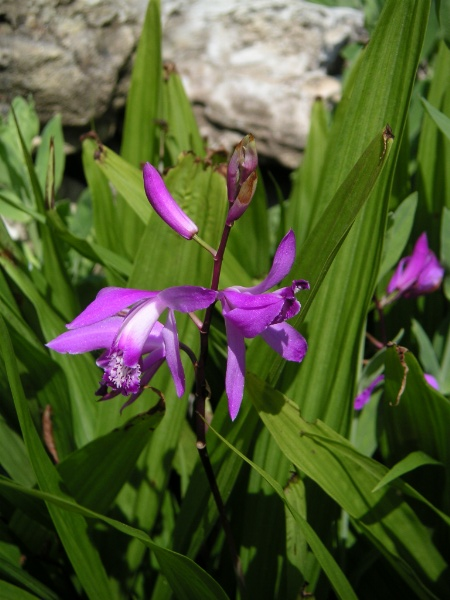
Bletilla striata

Die Orchideen wurden häufig als besonders junge Familie angesehen. Anhand eines fossilen Polliniums von Meliorchis caribea wurde das Mindestalter des letzten gemeinsamen Vorfahren aller Orchideen auf 76 bis 84 Millionen Jahre bestimmt. Bis zum Ende der Kreidezeit vor 65 Millionen Jahren spalteten sich schon die fünf Unterfamilien auf. Im Tertiär fand eine große Zunahme der Artenvielfalt der Orchideen statt. Nach der Methode der „molekularen Uhr“ datiert der Ursprung der Orchideen noch früher, vor mindestens 100, wenn nicht sogar 122 Millionen Jahren. Es wird angenommen, dass sie sich in einem tropischen Gebiet als erstes entwickelten. Die Verbreitung verschiedener primitiver Orchideen (Bsp. Vanilla, Corymborkis) und das Vorkommen der primitiven Gattungen (Bsp. Cypripedium, Epistephium) in nahezu allen tropischen Gebieten ist ein Indiz dafür, dass die Entwicklung der Orchideen in einer Zeit begonnen haben muss, in der Afrika und Südamerika enger beieinanderlagen (Kontinentaldrift). Der Hauptteil der Evolution der Orchideen hat allerdings erst begonnen, als sich die wichtigsten tropischen Regionen schon weiter voneinander entfernt hatten.
Die epiphytische Lebensweise vieler Orchideen, vor allem der tropischen und subtropischen Arten, ist das Resultat einer evolutionären Anpassung an verschiedene Bedingungen. Periodisch trockenes Klima oder gut entwässerte Standorte, die bereits zur Entstehung der Orchideen vorhandene Neigung zur Insektenbestäubung sowie der zumindest kurzzeitige Zyklus einer myko-heterotrophen Lebensweise und der damit einhergehenden Entwicklung von kleinen Samen scheinen wesentliche Faktoren gewesen zu sein, dass Orchideen Bäume besiedelten. Andererseits scheint auch die Ausbildung von fleischigen Wurzeln mit Velamen oder von fleischigen Blättern als Anpassung an die periodisch trockenen Standortbedingungen eine Voraussetzung oder eine Möglichkeit gewesen zu sein, von Felsen oder anderen gut entwässerten Standorten auf Bäume überzusiedeln. Ob dabei der Weg über Humusepiphyten und anschließende Besiedlung der ökologischen Nischen in den Baumkronen oder die direkte Besiedlung der Bäume erfolgte, konnte bis heute nicht geklärt werden.
Bei der Wuchsform der Orchideen geht man davon aus, dass sich die Vielfalt der heutigen Orchideen aus einer sehr primitiven Form entwickelt hat, die man noch ansatzweise in fast allen Unterfamilien findet. So werden die ersten Orchideen einen sympodialen Wuchs mit schmalen Rhizomen, fleischigen Wurzeln (keine Speicherorgane), gefaltete Blätter und endständige Blütenstände besessen haben. Aufgrund der fehlenden Fossilien lässt sich nur schwer ableiten, auf welchem Weg sich die verschiedenen Wuchsformen herausgebildet haben und welches die Hauptrichtungen der Wuchsevolution sind. Ähnlich verhält es sich bei der evolutionären Entwicklung der verschiedenen Blütenformen. Es wird davon ausgegangen, dass die Entwicklung und Anpassung der Blüten vor allem mit den bestäubenden Insekten in Verbindung zu bringen ist. Am Anfang stand sicherlich eine lilienähnliche Blüte, die nach und nach ihre ventralen Staubbeutel verloren hat. Dies hängt wahrscheinlich mit der Art zusammen, wie die Bestäuber in die röhrenförmige Blüte eingedrungen sind. Dabei konnten wohl nur die dorsalen Staubbeutel ihre Pollen an eine für die Bestäubung sinnvolle Position heften. Die Ausbildung der Lippe resultierte ziemlich wahrscheinlich daraus, dass die Insekten immer wieder auf die gleiche Art und Weise auf den Blüten „gelandet“ sind. Vermutlich konnten Pflanzen mit lippenförmigem unterem Petalum (medianes Blütenhüllblatt des inneren Blütenhüllblattkreises) die jeweiligen Bestäuber besser unterstützen, was ein entscheidender Vorteil in ihrer Evolution gewesen sein dürfte.

## Gattungen und Arten
Siehe auch: Liste der Orchideengattungen

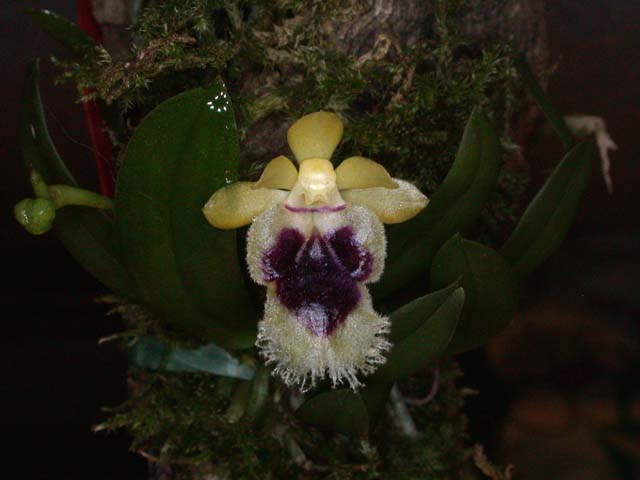
Gastrochilus retrocallus

Die Schätzungen über die Artenzahl der Orchideen reichen von 15.000 bis 35.000. Govaerts, der für die Kew Gardens eine Checkliste führt, stellte 2005 einen Stand von 25.158 Arten in 859 Gattungen fest. Im Zeitraum von 1990 bis 2000 wurden pro Jahr 200 bis 500 neue Arten beschrieben. Die artenreichsten Gattungen besitzen eine hauptsächlich tropische Verbreitung, dies sind:
- Bulbophyllum (1800 Arten), Pleurothallis (1250), Dendrobium (1200), Epidendrum (1120), Lepanthes (970), Habenaria (845), Maxillaria (560), Masdevallia (545), Stelis (525) und Liparis (425)

In der gemäßigten Zone ist die Artenvielfalt geringer, je etwa 250 Arten sind in Europa, Ostasien und Nordamerika verbreitet. Gattungen der gemäßigten Zone sind unter anderen:
- Frauenschuhe (Cypripedium), Dingel (Limodorum), Händelwurzen (Gymnadenia), Hohlzungen (Coeloglossum), Hundswurzen (Anacamptis), Knabenkräuter (Dactylorhiza, Orchis), Kohlröschen (Nigritella), Kugelorchis (Traunsteinera), Nestwurzen (Neottia), Nornen (Calypso), Ragwurzen (Ophrys), Stendelwurzen (Epipactis), Waldhyazinthen (Platanthera), Waldvöglein (Cephalanthera), Zweiblatt (Listera), Zwergstendel (Chamorchis)

## Gefährdung der Habitate und Artenschutz

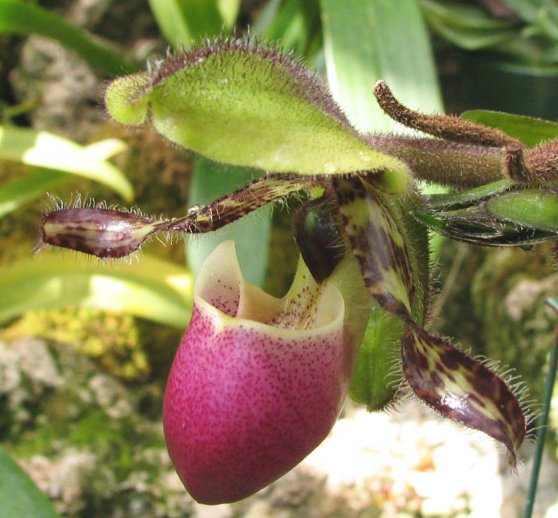
Paphiopedilum victoria-regina

Nur für die wenigsten Gattungen liegen gesicherte Informationen über die Stärke der Populationen vor. Trotzdem muss davon ausgegangen werden, dass die Bestände vieler Arten in der Natur stark gefährdet sind. Dies gilt für die Habitate in allen Regionen der Welt. Vor allem die Abholzung der Regenwälder und die landwirtschaftliche Nutzung von Gebieten mit Orchideenhabitaten reduzieren die Bestände stetig. Zusätzlich werden sie durch das unkontrollierte Sammeln gefährdet.
Zum Schutz der Pflanzen wurden Vorschriften erlassen, die den Handel und den Umgang mit ihnen regeln. Alle Orchideenarten stehen mindestens im Anhang II des Washingtoner Artenschutz-Übereinkommens (WA). Folgende Gattungen und Arten stehen aufgrund besonders umfangreicher Aufsammlungen in der Vergangenheit und/oder der Gegenwart im Anhang I und unterliegen somit noch strengeren Auflagen:
Aerangis ellisii, Dendrobium cruentum, Laelia jongheana, Laelia lobata, Peristeria elata, Renanthera imschootiana;
alle Arten der Gattungen Paphiopedilum und Phragmipedium.
Der Rückgang vieler europäischer Arten ist auch auf eine veränderte ländliche Bewirtschaftung zurückzuführen. Durch den enormen Rückgang der Beweidung (Schafe usw.), vor allem in Mitteleuropa, gehen die v. a. durch menschlichen Eingriff entstandenen Habitate (Trockenrasen) in ihren vermuteten ursprünglichen, bewaldeten Zustand zurück. Orchideenarten, die auf Trockenrasen wachsen, treten in diesen Wäldern kaum noch auf. Aus Sicht der Megaherbivorenhypothese jedoch wäre diese Wiederbewaldung als nur bedingt natürlicher Prozess zu verstehen, und Weidelandschaften wie Trockenrasen hätten auch vor dem Eintreffen des Menschen in Europa natürlicherweise existiert.

## Geschichte

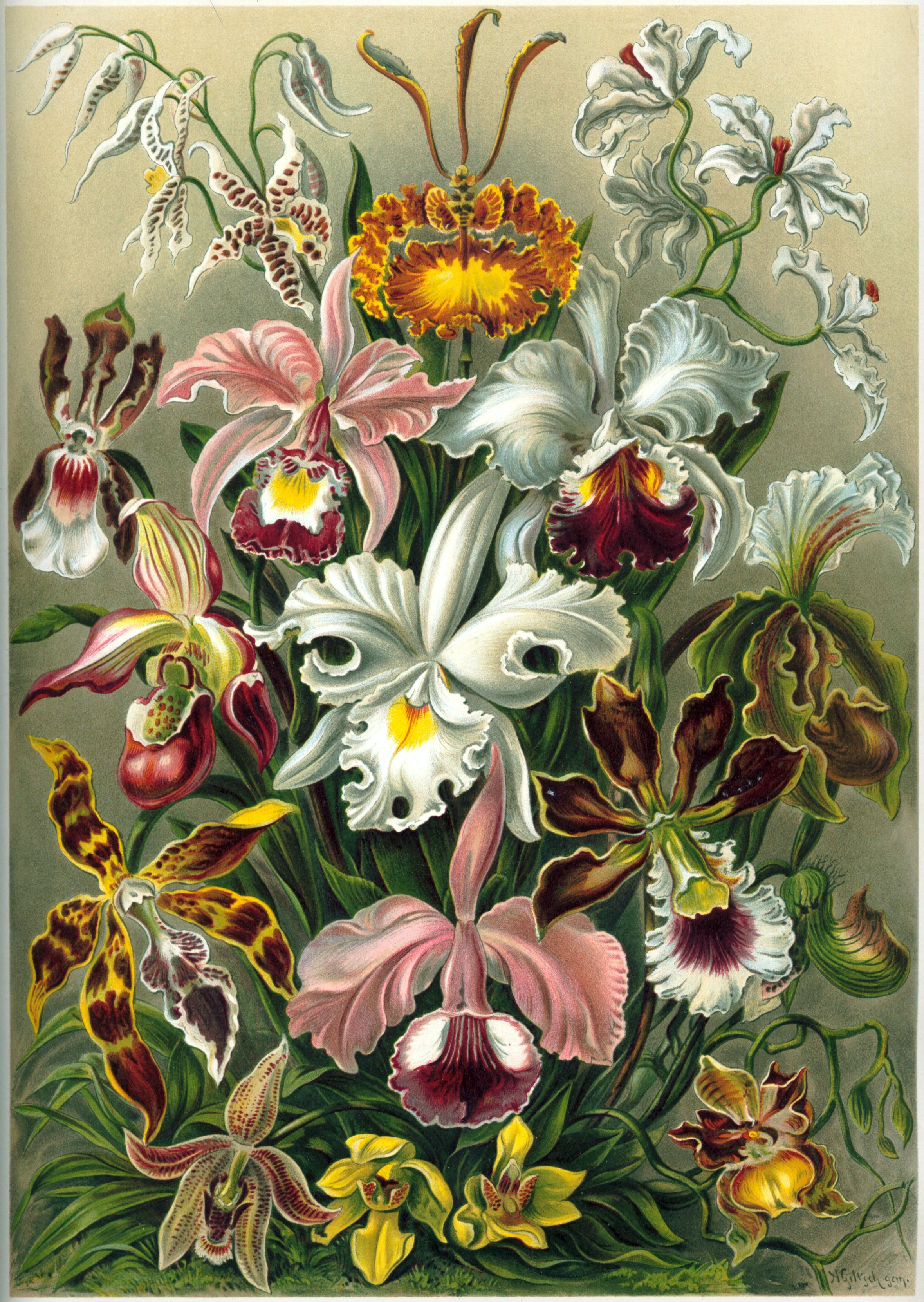
„Orchideen“ aus Haeckels Kunstformen der Natur, 1904

Orchideen faszinieren und beschäftigen die Menschen schon seit mehr als 2500 Jahren. Sie wurden als Heilmittel, Dekoration und Aphrodisiakum verwendet oder sie spielten im Aberglauben eine große Rolle.

### China
Die ältesten Überlieferungen über Orchideen stammen aus dem Kaiserreich China und beziehen sich auf die Kultur von Orchideen aus der Zeit um 500 v. Chr. (Tsui Tsze Kang: Orchideenkultur im Kum Cheong (erschienen in der Song-Dynastie 1128–1283)). Der chinesische Philosoph Konfuzius (551–478 v. Chr.) berichtete über ihren Duft und verwendete sie als Schriftzeichen »lán« (chinesisch 蘭), was so viel wie Anmut, Liebe, Reinheit, Eleganz und Schönheit bedeutet. Allgemein gilt die Orchidee in der chinesischen Gartenkunst als Symbol für Liebe und Schönheit oder auch für ein junges Mädchen. Orchideen in der Vase stehen dort für Eintracht.
Die ersten monographischen Abhandlungen über Orchideen entstanden in China bereits während der Song-Dynastie (Tsui Tsze Kang: Orchideenkultur im Kum Cheong, Wong Kwei Kok Die Orchideenkultur des Herrn Wong). Anhand der Schilderungen in diesen Werken kann man ablesen, dass sich die Orchideenkultur in China damals bereits auf einer hohen Stufe befand.

### Amerika
Auch in Amerika (Mexiko) werden Orchideen schon lange kultiviert. Noch bevor die Spanier das Land eroberten, wurden vor allem die Früchte von „Tlilxochitl“ (Vanilla planifolia) als Gewürz geschätzt. Die Azteken verehrten »Coatzontecomaxochitl« (Stanhopea-Arten) als heilige Blumen und kultivierten diese in den Gärten ihrer Heiligtümer.

### Europa

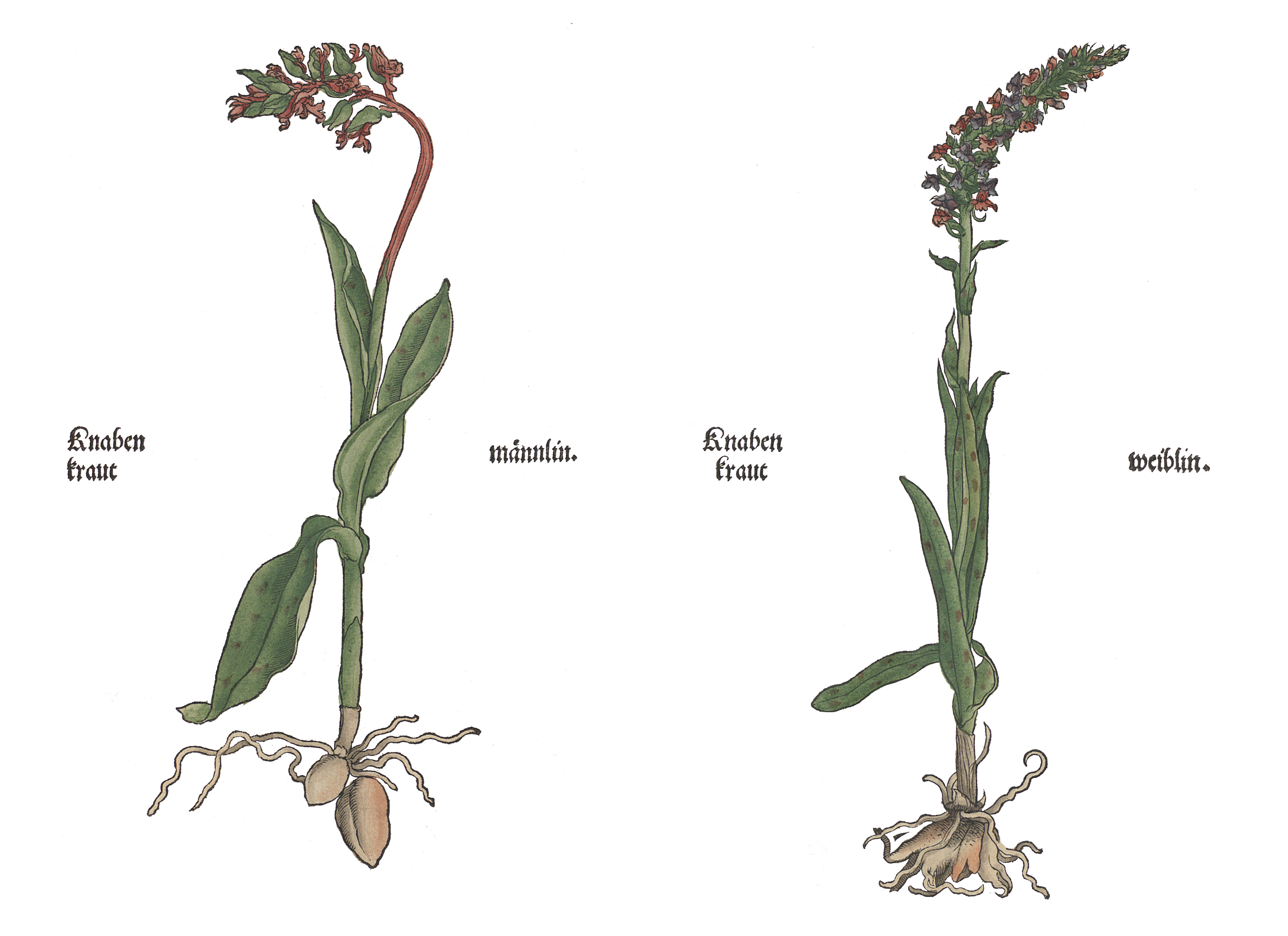
„Knabenkraut Männlin“ und „Knabenkraut Weiblin“. Otto Brunfels 1532. Alte Orchideen-Abbildungen aus Europa:
6. bis 15. Jahrhundert:
Mainzer Kräuterbuch-Incunabeln:
16. Jahrhundert:

Die ältesten europäischen Überlieferungen, in denen Orchideen erwähnt werden, stammen aus der griechischen Spätklassik von Theophrastus von Lesbos (etwa 372–289 v. Chr.). In seinem Werk Historia plantarum beschrieb er eine Pflanze mit zwei unterirdischen Knollen und bezeichnete sie als orchis, was dem griechischen Wort ὄρχις „Hoden“ entspricht. Kurt Sprengel deutete sie als die Art Orchis morio. Die älteste erhalten gebliebene Schrift über Orchideen stammt von Pedanios Dioscurides (1. Jh.). Er beschrieb vier Arten (Orchis, anderes Orchis, Satyrion und rotes Satyrion), die nach seinen Angaben botanisch nur schwer zu bestimmen sind. Medizinisch sollten sie wundheilend, stuhlstopfend und gegen Atemnot wirken. Unter Anwendung der Signaturenlehre unterschied Dioscurides bei den rundknolligen Orchideen zwei Arten von Wurzelknollen: die großen diesjährigen und die kleinen letztjährigen. Die großen, von Männern verzehrt, sollten die Geburt von Knaben bewirken, die kleinen, von Frauen genossen, die Geburt von Mädchen. Allgemein sollten die Orchideenwurzeln als Aphrodisiakum wirken. Die Orchideenbeschreibungen bei Plinius (1. Jh.) und Galen (2. Jh.) sowie bei späteren Autoren weichen nur unwesentlich von denen des Dioscurides ab.
Seit dem Spätmittelalter wurden flache, handförmige Orchideenwurzeln von runden Wurzeln unterschieden. Die flachen, handförmigen Wurzeln wurden „palma christi“, „manus christi“, „stendel wurcz das wyblin“ oder „hendel wurcz“ genannt.

„Das weiblin hat zwo wurtzelen vuffeinander ligen / gleich zweyen henden / der halben es auch Palma Chriſti genant. Es hat auch ſonſt einen vnzüchtigen anblick / der weiber heymlicheyt gleich.“

Ab der ersten Hälfte des 16. Jh. setzte man sich auch in Europa stärker mit den Orchideen auseinander. So in den Werken der Väter der Botanik, die die bisher bekannten Pflanzen ordneten, indem sie verwandte Arten zusammenstellten, Wuchsformen, Blüten und Wurzelknollen beschrieben.

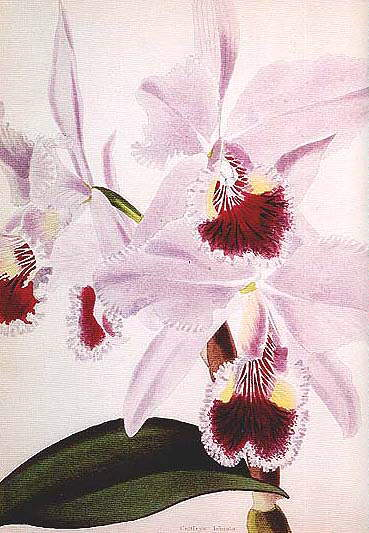
Cattleya labiata

Mit dem Erscheinen von Species plantarum von Carl von Linné (1753) erhielten auch verschiedene Orchideenarten erstmals Namen nach der binären Nomenklatur. Jussieu begründete 1789 mit der Herausgabe des Werkes Genera Plantarum die Grundlagen der botanischen Klassifikation und somit auch die Schaffung der Orchidaceae als Pflanzenfamilie. Der schwedische Botaniker O. Swartz gliederte 1800 als erster die Orchideenfamilie in zwei verschiedene Gruppen (ein oder zwei fruchtbare Staubblätter). Mit seinem Werk The Genera and Species of Orchidaceous Plants (London, 1830 bis 1840) und unzähligen Einzelbearbeitungen wurde J. Lindley zum eigentlichen Begründer der Orchideenkunde. Sein Hauptwerk lag in der Gliederung und Beschreibung von Arten. Seine Arbeiten wurden später durch H. G. Reichenbach (Rchb. f.), J. D. Hooker, R. Schlechter und andere ergänzt, erweitert und zum Teil wesentlich überarbeitet.

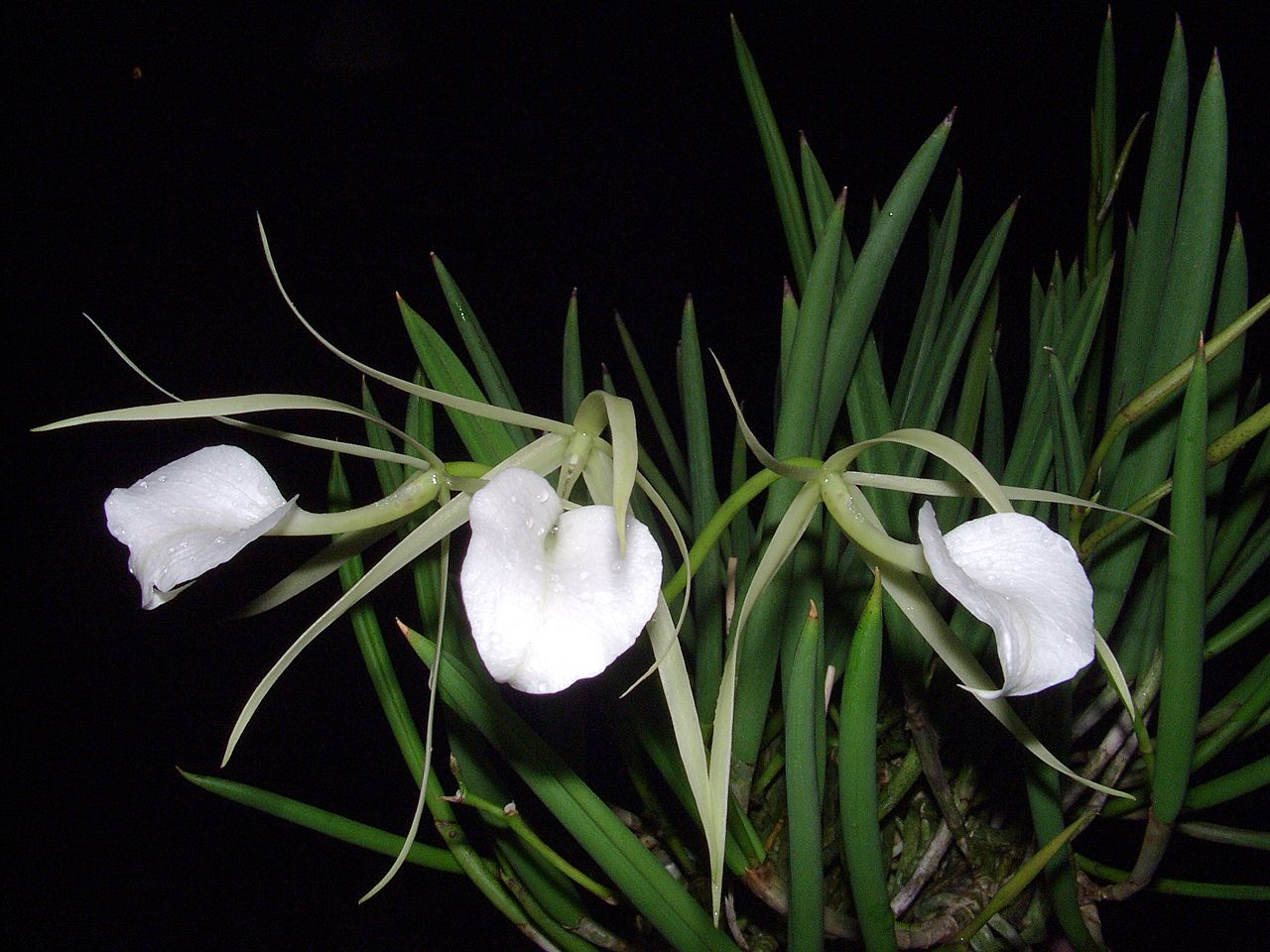
Brassavola nodosa

Bevor man in Europa begann, aus Übersee tropische Orchideen einzuführen, kultivierte man schon lange Zeit heimische Orchideen in den Gärten. Die erste tropische Orchidee in Europa erblühte 1615 in Holland (Brassavola nodosa). 1688 wurde Disa uniflora aus Südafrika nach Europa eingeführt. Vor allem durch seine weltweite Vormachtstellung als Kolonialmacht und die daraus resultierenden Verbindungen gelangten viele Arten nach England, wo im 19. Jahrhundert zahlreiche Sammlungen entstanden. Vor allem C. Loddiges war ausgesprochen erfolgreicher Kultivateur. Als 1818 bei W. Cattley die erste Cattleya labiata (später als Cattleya labiata var. autumnalis bezeichnet) erblühte, war die große lavendelblaue Blüte eine Sensation in Europa und führte zu einem immer stärkeren Bedarf an weiteren tropischen Orchideen. Es wurden immer mehr Sammler und Forschungsreisende (darunter John Gibson, William und Thomas Lobb, D. Burke, J. H. Veitch) in alle Welt geschickt, um neue unbekannte Arten zu finden und diese Pflanzen in die Sammlungen der zahlenden Gärtnereien (zum Beispiel C. Loddiges, J. Linden, F. Sander, L. van Houtte, Veitch and Sons) und Privatpersonen (zum Beispiel W. Cattley, A.L. Keferstein, Senator Jenisch) einzugliedern. Die Anzahl der Importe verringerte sich erst wieder, als die Orchideenzüchtung immer mehr an Bedeutung gewann (Anfang 20. Jahrhundert). Mit dem Beginn der stärkeren wissenschaftlichen Untersuchung der Familie Orchidaceae – unter anderem zur Klärung offener Verwandtschaftsverhältnisse – und dem wachsenden Interesse von Amateuren stieg der Bedarf und das Interesse an den Naturformen wieder. Auch heute noch sind Gärtnereien in aller Welt daran interessiert, Wildformen in ihre Bestände einzugliedern, um durch Einkreuzungen vorhandenes Pflanzenmaterial aufzufrischen. Auch heute werden bisher unbekannte Arten neu entdeckt.
In den letzten Jahrzehnten wurde die Orchideenkultur immer populärer, das Angebot und die Verfügbarkeit von Kulturhybriden wurde größer und so versuchten sich immer mehr Amateure daran, in den heimischen Zimmern, Vitrinen und Gewächshäusern Orchideen zu kultivieren. Heute ist die Kultur dieser Pflanzen nichts Ungewöhnliches mehr. Vor allem der Massenproduktion von Orchideen in Taiwan, Thailand und den Niederlanden ist es zu verdanken, dass die Preise der Pflanzen so gesunken sind, dass eine blühende Orchidee im Topf (zum Beispiel in Deutschland) zum Teil preiswerter ist als ein durchschnittlicher Blumenstrauß. Diese Popularität hat aber auch dazu geführt, dass die Jagd nach dem Besonderen, dem Einzigartigen, dem Besitz besonders hochwertiger Pflanzen wieder aktueller denn je ist. Die Folge ist zum einen, dass für besonders rare Exemplare oder prämierte Pflanzen exorbitante Preise in Japan oder den USA gezahlt werden, und zum anderen, dass aus Geldgier besonders bei neuentdeckten Arten häufig die natürlichen Bestände geplündert werden, nur um die Nachfrage sogenannter „Sammler“ zu befriedigen. So führte die Entdeckung von Phragmipedium kovachii neben einem Streit um die Erstbeschreibung auch dazu, dass die bekanntgewordenen Habitate in Peru stark dezimiert wurden.
Orchideen standen zudem im Mittelpunkt des künstlerischen Schaffens der amerikanischen Malerin Georgia O’Keeffe, die Blumenmotive mit der Sexualität weiblicher Körper assoziierte. Zu nennen wären etwa die Bilder An Orchid oder Narcissa’s Last Orchid, jeweils aus dem Jahr 1941.

## Wirtschaftliche Bedeutung

### Orchideen als Nutzpflanzen

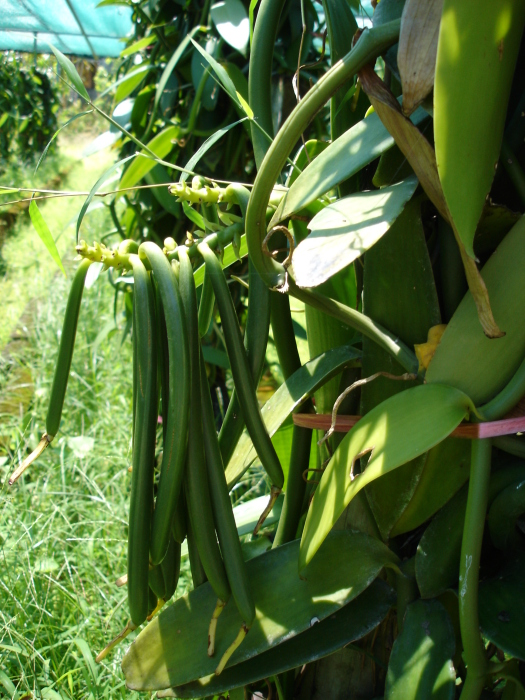
Vanillefrüchte

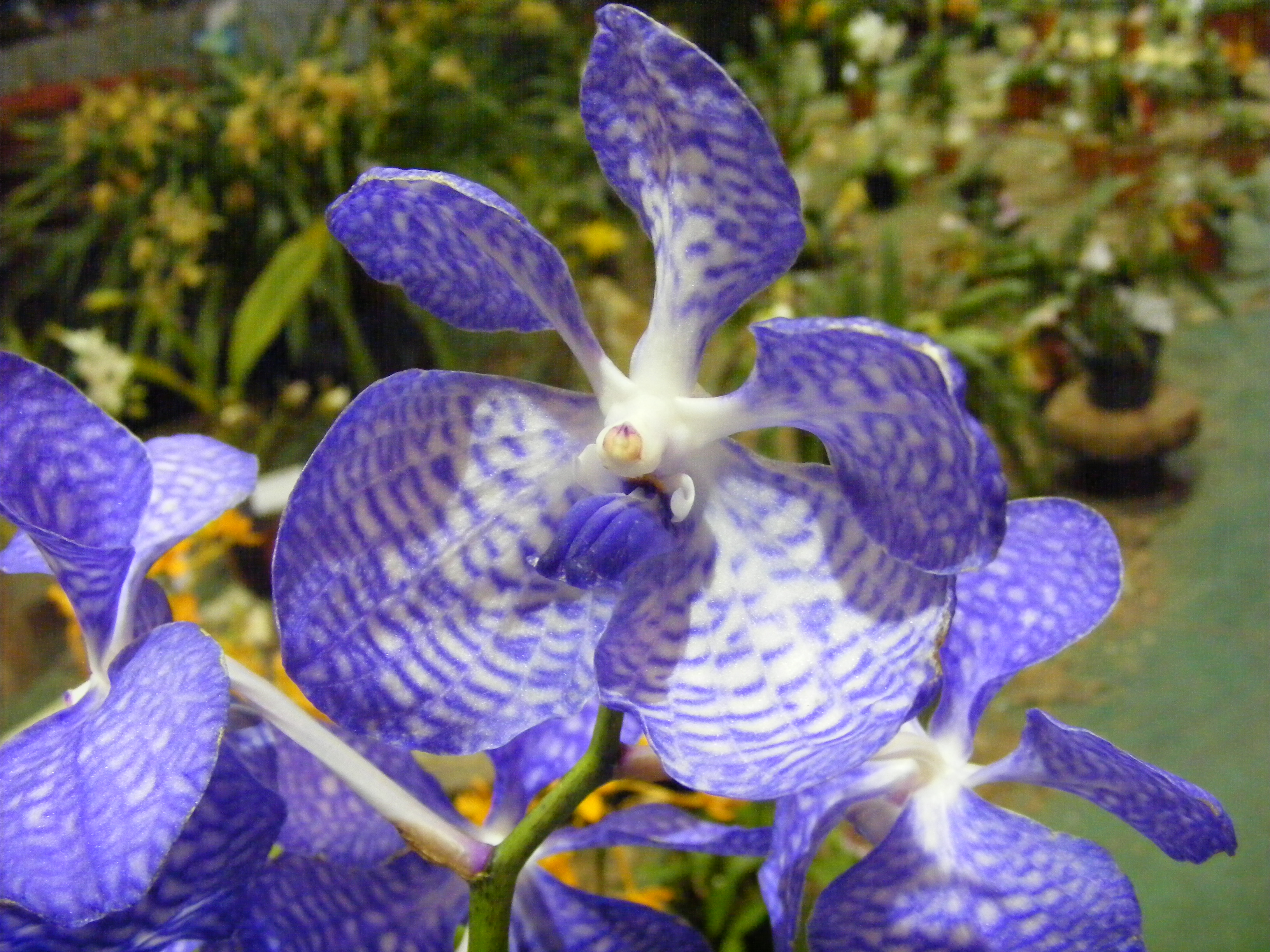
Vanda Hybride

Trotz ihrer großen Vielfalt werden nur wenige Orchideenarten als kultivierte Nutzpflanze verwendet. Dazu zählt die Gewürzvanille (Vanilla planifolia) zur Gewürzproduktion. Einige Arten werden auch zur Aromatisierung/Bereitung von Tee (Bsp. Jumellea fragrans) oder auch als Parfümierungsmittel für Parfüm und Tabak (Bsp. Vanilla pompona) genutzt.
Wo nationale Naturschutzgesetze dies nicht unterbinden, werden verschiedene Arten der Gattungen Orchis und Ophrys (Bsp. Orchis morio) durch Naturentnahmen zur Gewinnung von Gallerte aus „Salep“ genutzt. Die ausgegrabenen Wurzelknollen werden in der Türkei zur Aromatisierung von Speiseeis verwendet.

### Orchideen als Zierpflanze
Große wirtschaftliche Bedeutung erlangen die Orchideen als Zierpflanzen oder Schnittblumen. Viele können in weitem Umfang, auch über Gattungsgrenzen hinweg, zur Kreuzung verwendet werden. So entstanden im Lauf der letzten etwa 150 Jahre ungefähr 100.000 Hybriden. Von diesen werden wiederum einige Tausende als Zierpflanzen kommerziell vermehrt und verkauft. Den größten Anteil daran haben im Zierpflanzenbereich die Züchtungen von Hybriden der Gattungen Phalaenopsis, Cattleya, Dendrobium, Paphiopedilum und Cymbidium. Außer als getopfte Pflanzen werden die Blütentriebe der Gattungen Phalaenopsis, Dendrobium und Cymbidium häufig auch als Schnittblumen vermarktet.
Im südostasiatischen Raum erwirtschaftet Thailand mit dem Export von Orchideen jährlich ca. 2 Milliarden Baht (etwa 40 Mio. Euro), wobei die Hauptmärkte in den USA, Japan, Europa, Hongkong, Taiwan und Südkorea liegen. Dies sorgte 2002 für den Export von über 3,1 Mio. Orchideenpflanzen. Da laut thailändischer Landwirtschaftsbehörde ein Trend mit großem Umsatzpotenzial erkannt wurde, wird versucht, die Qualität und Attraktivität der thailändischen Orchideen mit Zertifikaten weiter zu steigern.
In Europa werden große Mengen von Orchideenhybriden vor allem in den Niederlanden für den Massenmarkt (Baumärkte, Pflanzen- und Blumencenter) produziert. So gab es 2003 dort etwa 216 ha überglaste Anbaufläche alleine für die Produktion von Orchideen für den Schnittblumenverkauf. In den USA betrug der Umsatz durch getopfte Orchideen etwa 121 Millionen US-$ (2003).
Der Massenmarkt wird vorwiegend mit in vitro erzeugten Pflanzen bedient. Die Bedeutung dieses Geschäftszweiges lässt sich anhand der Entwicklung der Produktionsmengen belegen. Innerhalb von 10 Jahren (1991–2000) hat sich die Menge der in Deutschland in vitro produzierten Orchideen fast verfünffacht (1991: ca. 2,5 Millionen Pflanzen, 2000: über 12 Millionen Pflanzen). Den größten Anteil hatten daran Pflanzen (größtenteils Hybriden) der Gattungen Phalaenopsis (2000: über 9 Millionen Pflanzen).

## Sonstiges
Darwins Entdeckungen

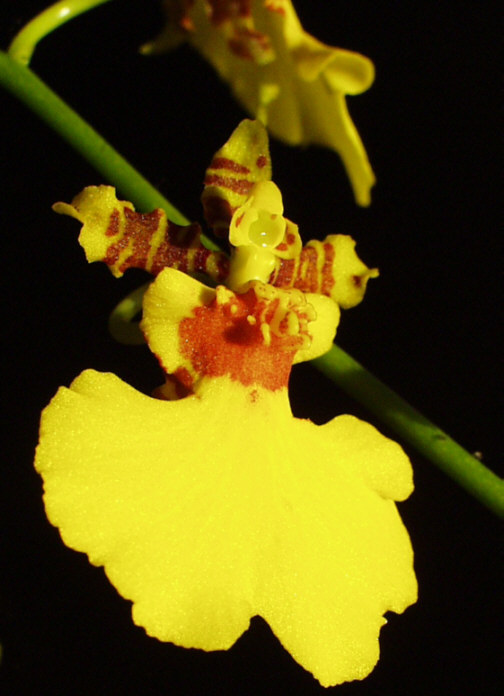
Oncidium Hybride

Schon Charles Darwin war fasziniert von einer madagassischen Orchideen-Blüte Angraecum sesquipedale mit einem bis zu 35 cm langen Sporn. Auch diese Blüte muss irgendwie bestäubt werden, und irgendein Tier muss in diesen Sporn hineinkommen. Tatsächlich fand man 1903 das zu der Pflanze passende Insekt, den Schwärmer Xanthopan morgani praedicta.
Orchideen als psychoaktive Pflanze
Die Trichocentrum cebolleta ist eine Orchideenart mit gelb-braun getupften Blüten, die im tropisch-subtropischen Amerika und in der Karibik wächst. In Europa wird sie schon seit langem als Zierpflanze kultiviert. Die Blätter enthalten als wirksame Inhaltsstoffe verschiedene Phenanthrene. Diese wirken halluzinogen und werden von den Tarahumara (einem mexikanischen Indianerstamm) als Ersatz für den Peyotekaktus Lophophora williamsii gebraucht (Hauptwirkstoff Meskalin).
Orchidee als Metapher in der Sprache
Die besondere Stellung der Orchidee unter den Blumen macht das Wort Orchidee zu einer beliebten Metapher in der Sprache. Die Orchidee gilt als ausnehmend schön und als selten zu finden. Daher steht einerseits „Orchidee“ oft für etwas besonders Schönes. In Verbindung mit der sexuellen Konnotation wird daher oft eine äußerst hübsche Frau als Orchidee bezeichnet, so im Film Wilde Orchidee. Andererseits steht „Orchidee“ für etwas besonders Seltenes. Diese zweite Metapher kann auch spöttisch sein; so wird eine selten studierte Studienrichtung mit außergewöhnlichen Inhalten als Orchideenfach bezeichnet.

## Filme
- Verborgene Schönheit – Die Orchideen des Saaletals (2017) Regie: David Cebulla. Naturfilm, 19 Min.[62]